# Église Saint-Maximin de Saint-Maximin (Oise)
L'église Saint-Maximin est une église catholique paroissiale située à Saint-Maximin (Oise), en France. C'est un édifice d'une grande complexité, qui a été édifié en plusieurs étapes, et connu quelques remaniements. Ses parties les plus anciennes remontent au dernier quart du XIe siècle. Ce sont le portail occidental de la nef, à la décoration rudimentaire, et le clocher à deux étages de baies, qui est tout à fait représentatif de son époque. La plupart des baies du premier étage ont malheureusement disparu, et celles du second étage ont été refaites au XVe siècle. La flèche en pierre a été ajoutée vers le milieu du XIIe siècle. La nef, dont les grandes arcades ont été percées à la même époque, est sans caractère, et la base du clocher et les parties orientales ont perdu une partie de leur authenticité lors d'une restauration au XIXe siècle. La voûte d'arêtes sous le clocher date toutefois d'origine, ainsi qu'un tailloir archaïque gravé de lignes brisées. La partie la plus intéressante à l'intérieur de l'église est le petit chœur des années 1170, dont les chapiteaux aux motifs simples rappellent encore la période romane tardive. L'église Saint-Maximin a été inscrite aux monuments historiques en 1926. Elle est affiliée à la paroisse bienheureux Frédéric Ozanam du Creillois-Centre.

## Localisation

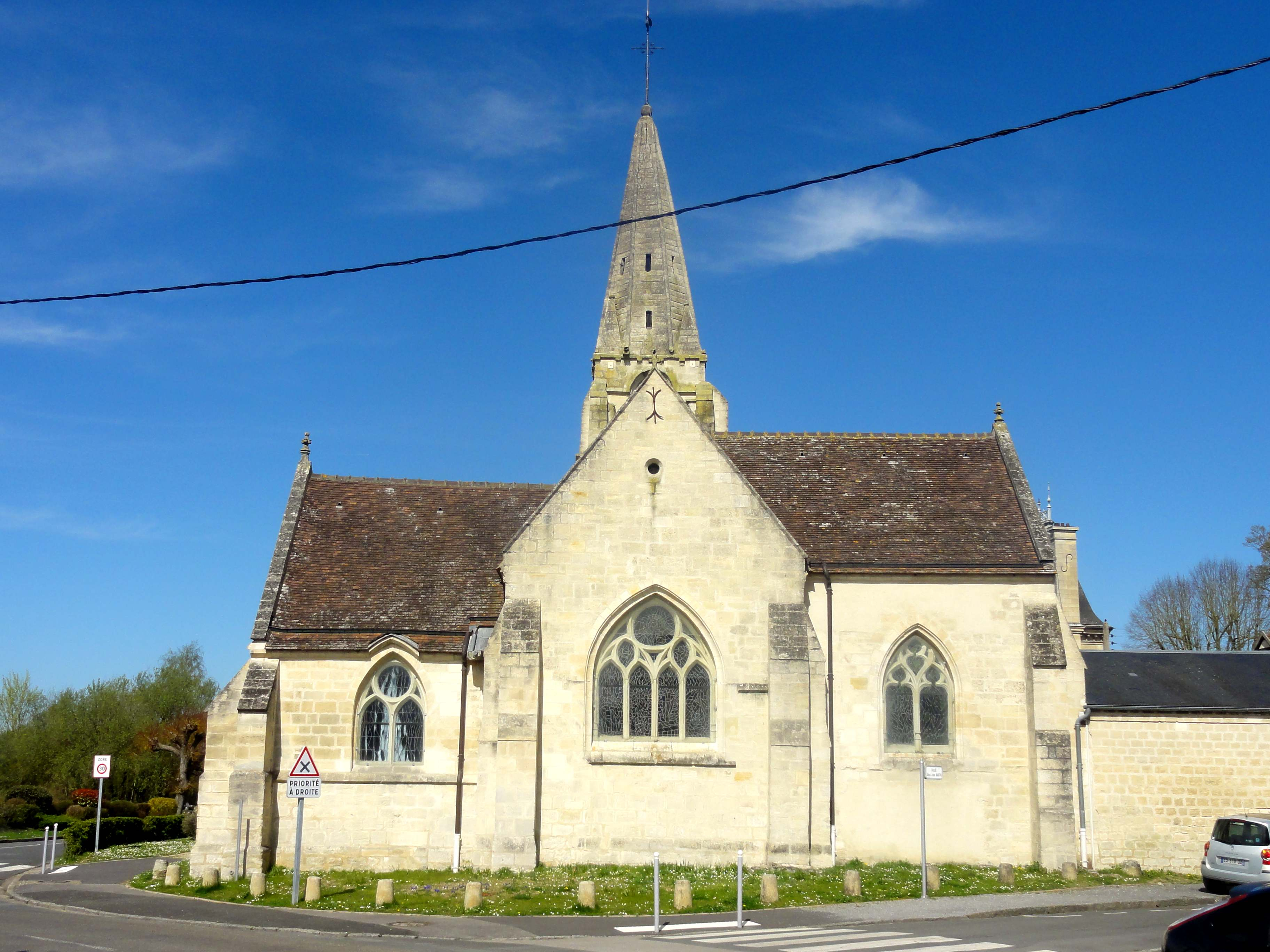
Le chevet de l'église.

L'église Saint-Maximin est située en France, en région Hauts-de-France et dans le département de l'Oise, au sud de l'agglomération de Creil, sur la commune de Saint-Maximin (Oise). Elle est implantée en dehors du centre actuel de la commune, dans le secteur du village situé à l'est de la voie ferrée, au carrefour rue Pierre-Dewæle / rue des Fontaines, place de l'Église. L'église est orientée irrégulièrement vers le sud-est du côté du chevet, qui donne sur la rue Pierre-Dewæle. L'élévation méridionale (en fait tournée vers le sud-ouest) est aligné sur la rue des Fontaines. La place de l'Église est le parvis devant la façade. Elle est délimitée au nord-est par la rue du Jeu-d'Arc, qui débute ici. La courte rue de la Paix la relie à la rue Pierre-Dewæle. On peut ainsi faire le tour extérieur de l'édifice, et il est entièrement dégagé d'autres constructions. La situation est agréable, avec des arbres bordant le parvis, et un jardin traditionnel est aménagé au nord de l'église, dans l'angle entre nef et sacristie. Une grande pelouse se situe devant l'élévation méridionale, dans l'angle des rues Pierre-Dewæle et des Fontaines, et une belle perspective s'offre ainsi sur l'église depuis ce côté.

## Historique
La paroisse remonte au moins à la fin du XIe siècle, époque de la construction de l'église romane dont subsistent le portail et le clocher. Sous l'Ancien Régime, la paroisse dépend du doyenné et de l'archidiaconé de Clermont, du diocèse de Beauvais. Le collateur de la cure est le prieuré clunisien de Saint-Leu-d'Esserent. Faute de publications, il n'est pas possible de retracer ici l'histoire de la paroisse. Louis Graves signale seulement que le hameau de Vineuil en fait partie à une certaine époque ; il est ensuite intégré dans la paroisse de Saint-Firmin. Les différentes campagnes de construction peuvent être déterminées grâce à l'analyse archéologique et la comparaison avec d'autres églises. Dominique Vermand, qui a étudié la plupart des églises du département, a ainsi pu dater les différentes parties de l'église. L'église romane de la fin du XIe siècle doit se composer d'une nef unique ; d'un transept ; d'un clocher se dressant au-dessus de la croisée du transept ; et d'un chœur. C'est au cours des années 1170 que le chœur roman, dont l'on ignore tout, est remplacé par le chœur gothique primitif actuel. La nef est est pourvue d'un unique bas-côté au sud, à cette époque ou à un autre moment de la période gothique. Vers la fin du XIIIe siècle ou au début du XIVe siècle, une chapelle lui est ajoutée au sud. Un siècle plus tard, au milieu de la guerre de Cent Ans, une seconde chapelle est ajoutée en face, au nord : c'est l'un des rares témoignages de l'architecture de cette époque dans la région. Une fois la paix revenue, un collatéral de deux travées est édifiée à l'ouest de la chapelle du sud, au dernier tiers du XVe siècle. Il remplace la dernière travée du bas-côté, ainsi que l'ancien croisillon sud de la période romane. Finalement, la nef et le bas-côté sont en grande partie rebâtis à l'époque moderne, au XVIIe ou au XVIIIe siècle. Le croisillon nord ou la travée qui l'a remplacé ont déjà disparu à ce moment, car l'arcade au nord de la base du clocher n'est plus visible que depuis l'intérieur. Vers 1825, Louis Graves trouve l'église très dégradée. Elle bénéficie d'une restauration au cours du XIXe siècle, mais celle-ci est très radicale, et fait perdre à l'intérieur de l'église une partie de son authenticité,. L'église est inscrite aux monuments historiques par arrêté du 6 janvier 1926. Elle dépend toujours du diocèse de Beauvais. Saint-Maximin n'est plus une paroisse indépendante, et est affilié à la paroisse du Creillois-Centre « bienheureux Frédéric Ozanam ». Les messes dominicales sont célébrées en l'église Saint-Maximin tous les samedis à 18 h 30 ; il y a également des messes en semaine.

## Description

### Aperçu général

Plan de l'église.

L'église se compose d'une nef de quatre travées accompagné d'un unique bas-côté au sud ; d'une base de clocher servant de première travée au chœur, d'une seconde travée du chœur se terminant par un chevet plat ; d'une chapelle latérale nord d'une seule travée ; d'une chapelle latérale sud d'une seule travée également à l'origine, puis prolongée vers l'ouest par un collatéral de deux travées supplémentaires. L'une de ces travées borde la base du clocher ; l'autre se substitue à la dernière travée du bas-côté de la nef. Celle-ci et le bas-côté ne sont pas voûtés. La base du clocher est voûtée d'arêtes. Les autres travées sont voûtées d'ogives. L'église est complétée par deux constructions annexes : une grande sacristie au nord de la chapelle, et un porche bâti en dur devant le portail occidental. Ce portail constitue l'unique accès à l'église. Depuis l'extérieur, les parties orientales paraissent assez homogènes, ce qui n'est en réalité pas le cas : chacune des parties de l'église date d'une période différente. Au sud, le collatéral et la chapelle latérale sud présentent une succession de trois pignons, et sont recouverts par des toits en bâtière indépendants. Au chevet, le chœur possède un pignon, qui est flanqué des deux rampants orientaux des chapelles. Au nord, la chapelle latérale possède également un pignon, à l'instar de son homologue au sud.

### Intérieur

#### Nef, bas-côté et base du clocher

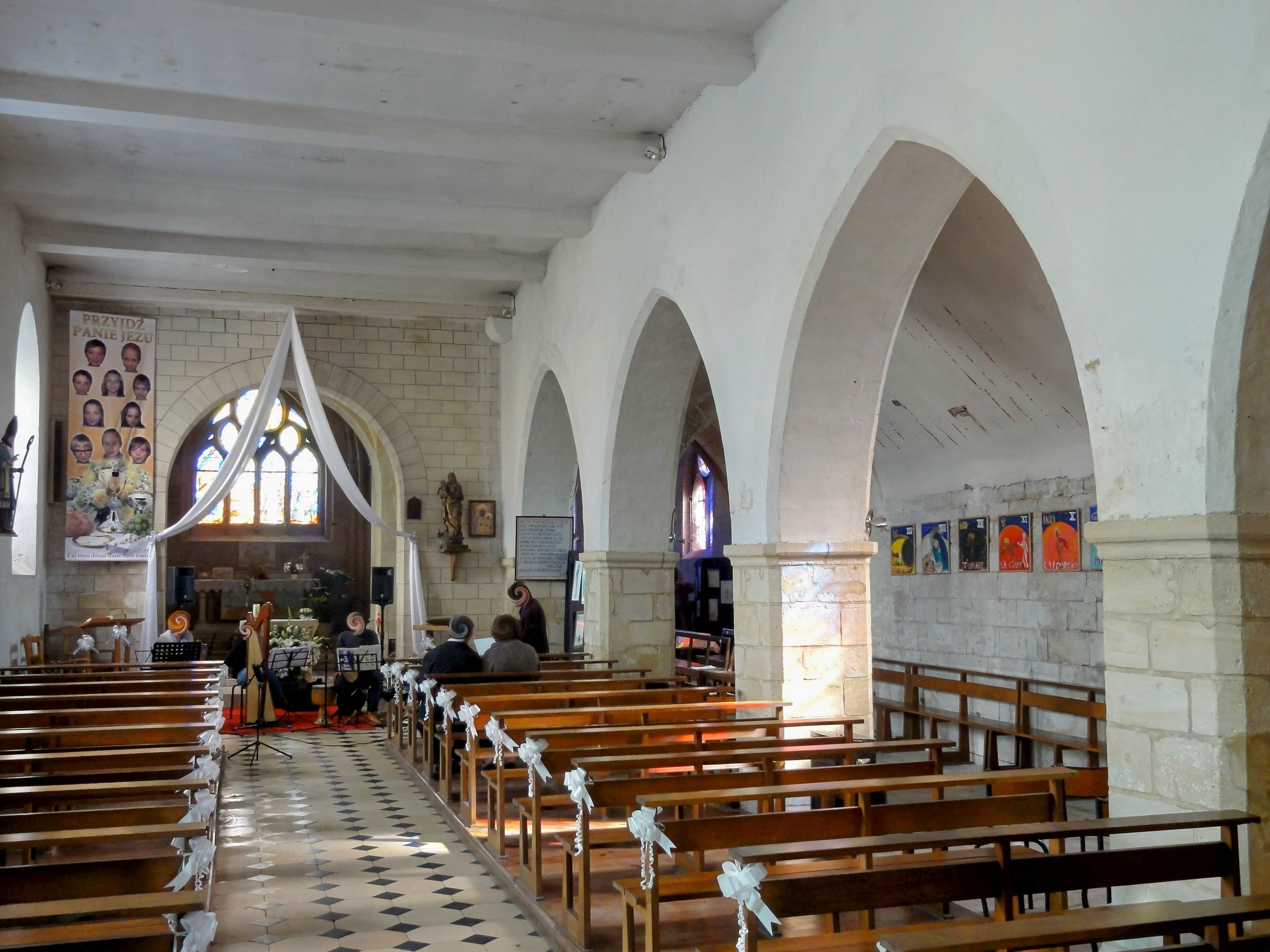
Nef et grandes arcades.

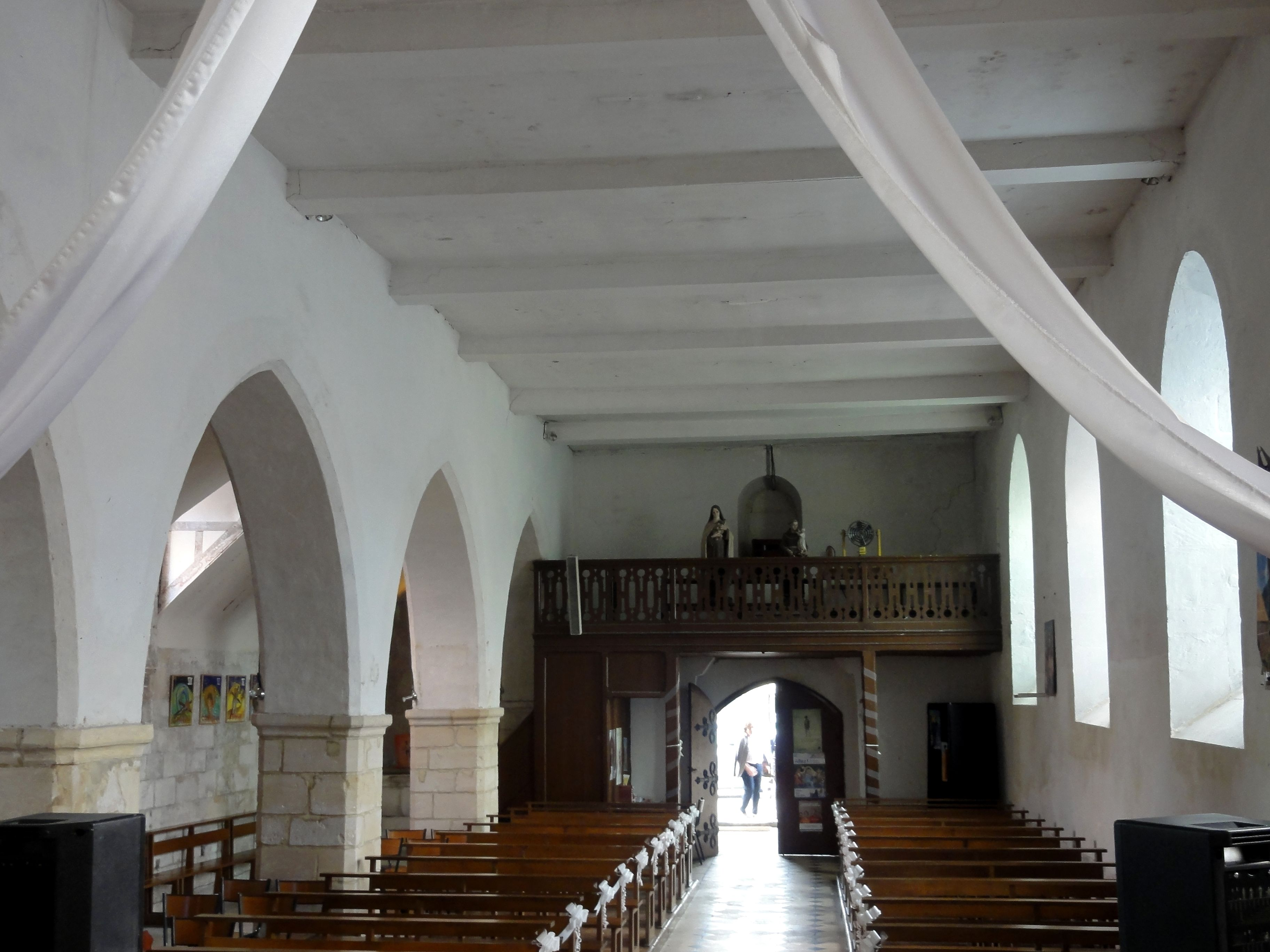
Nef, vue vers l'ouest.

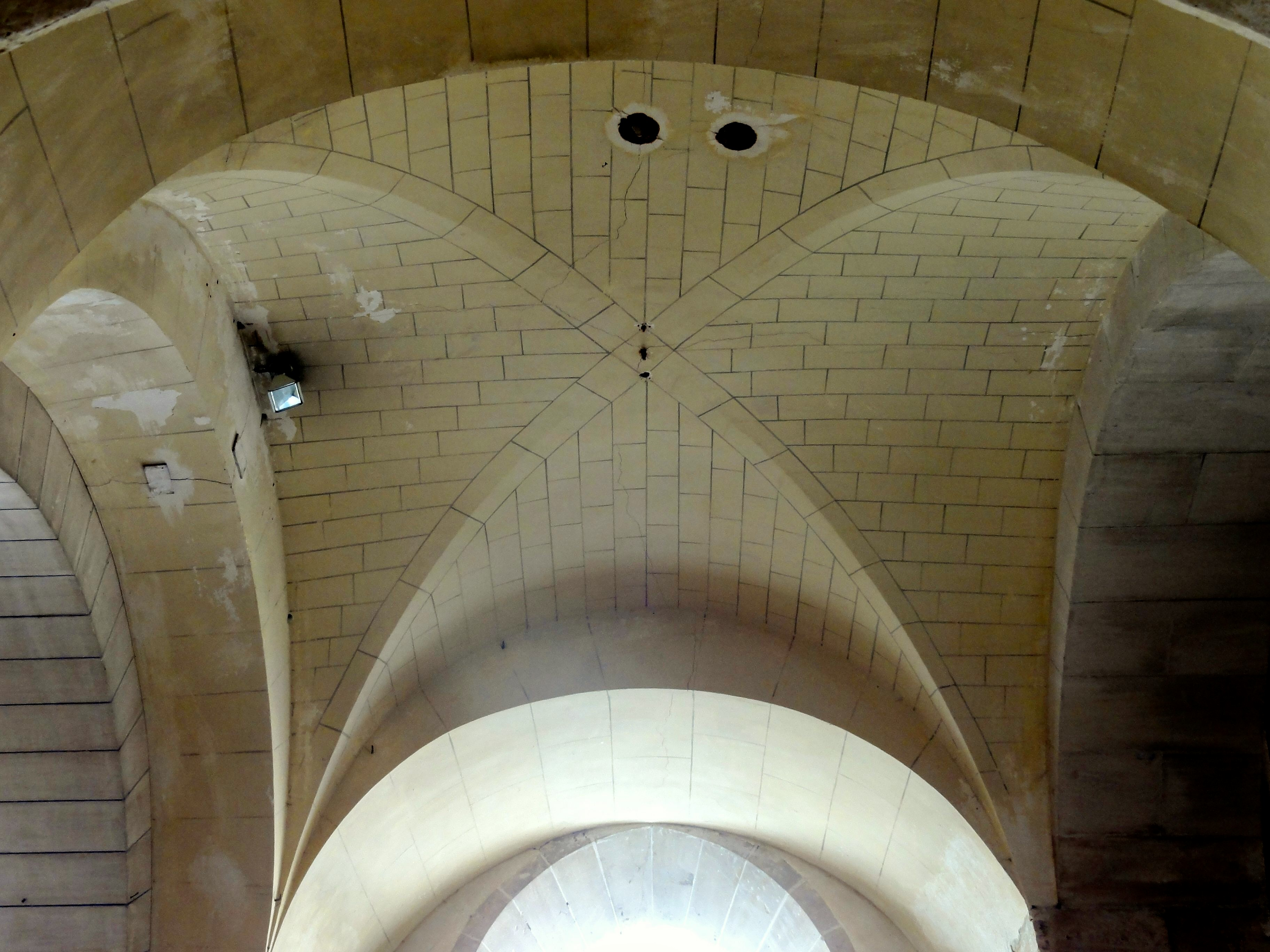
Voûte d'arêtes sous le clocher.

La nef et le bas-côté sont considérés comme modernes par Louis Graves, ce qui l'auteur déduit sans doute des fenêtres et du parement extérieur. Il ne fait cependant pas de doute que le portail soit roman, et Eugène Müller date les grandes arcades vers le bas-côté du XIIe siècle. Il convient de fixer une limite aux alentours de 1130, quand les arcades en tiers-point apparaissent pour la première fois dans la région, dans le transept de Rieux et la nef de Villers-Saint-Paul. Ces arcades sont au nombre de quatre, et elles sont susceptibles d'avoir été percées dans le mur méridional de la nef après coup : elles ne sont pas moulurées et seulement chanfreinées, et elles sont dépourvues de colonnettes à chapiteaux, ce qui n'est pas usuel dans la région à partir du second quart du XIIe siècle. Les arcades retombent néanmoins sur des tailloirs, et les piliers, soigneusement appareillés, résultent visiblement d'une reprise en sous-œuvre. Au début de la période romane et jusqu'au début du XIIe siècle, des arcades retombant sur des tailloirs sans chapiteaux ni colonnettes sont courants, et l'on en trouve par exemple à Cinqueux et Rhuis, où elles sont bien sûr en plein cintre. Le profil des tailloirs comporte une plate-bande, un chanfrein et un quart-de-rond, ce qui est assez peu spécifique.
La nef elle-même est dénuée de caractère. C'est une simple salle rectangulaire, qui prend le jour par quatre grandes fenêtres en plein cintre du côté nord, et qui est recouverte par un plafond plat en bois. La dernière poutre prend appui sur un corbeau côté sud. La tribune en bois à l'extrémité occidentale de la nef séduit par sa balustrade ajourée, mais n'est plus utilisable. Au-dessus, l'on aperçoit une baie en plein cintre bouchée, qui est nettement plus petite que celles du nord. Le bas-côté fait honneur à son nom, et son toit descend effectivement très bas au sud, comme à Auger-Saint-Vincent, Ormoy-Villers, Rocquemont et Saint-Vaast-de-Longmont, où les arcades ont également été percées après coup. Le mur gouttereau du bas-côté est loin d'atteindre la hauteur, déjà modeste, de celui de la nef, et le plafond est simplement le revers lambrissé et plâtré du toit en appentis. L'éclairage du bas-côté par une lucarne est une conséquence de la faible hauteur du mur gouttereau, et est une particularité qui se trouve également à Rocquemont. Une deuxième fenêtre, petite et étroite, éclaire le bas-côté depuis l'ouest. La travée qui correspond à la quatrième grande arcade a été remplacée par l'une des deux travées du collatéral du XVe siècle. Le bas-côté d'Auger-Saint-Vincent a connu une transformation analogue au siècle suivant.
Le mur oriental de la nef est enduit et peint en faux appareil, ce qui défend toute datation. Il est ajouré d'une grande arcade en plein cintre, qui n'est même pas chanfreinée, et dont les claveaux sont seulement simulés par des traits. En entrant dans la base du clocher par l'arcade, l'on s'aperçoit que celle-ci est dédoublée par une seconde arcade, qui est légèrement plus élevée. Son épaisseur est réduite, alors que les trois autres arcades au nord, à l'est et au sud de la base du clocher sont très épaisses. Ces quatre arcades devraient dater de la fin du XIIe siècle, mais elles sont également enduites et peintes en faux appareil depuis la restauration du XIXe siècle, et pratiquement rien ne prouve leur caractère roman. L'arcade du sud retombe toutefois sur une imposte ou tailloir archaïque à l'ouest, qui permet une datation approximative. Le tailloir comporte une plate-bande et un chanfrein, qui sont gravés de lignes brisées, délimitant des triangles excavées. De tels tailloirs existent aussi à Cinqueux, Saint-Pierre de Pontpoint, Rhuis, et sous les clochers-porche d'Estrées-Saint-Denis et Morienval. L'exemple le plus ancien connu en Île-de-France se trouverait dans la collégiale Notre-Dame de Melun, fondée dans les années 1020-1031 par le roi Robert le Pieux (dans le bas-côté sud de près du transept). De différentes hypothèses ont été évoquées pour expliquer les origines du décor géométrique, mais la découverte d'une stèle mérovingienne gravée d'étoiles selon le même schéma dans l'église de Rhuis donne à penser qu'il s'agit bien d'une persistance d'influences mérovingiennes. La voûte d'arêtes peut également remonter au XIe siècle, mais elle a subi le même traitement que les arcades, et il est impossible de voir comment elle a été appareillée. Les arêtes se fondent dans les angles entre les quatre arcades, qui sont directement contigües. Les voûtes d'arêtes sous les clochers romans sont rares dans la région, car la plupart ont été remplacées par des voûtes d'ogives, et plusieurs bases de cocher possèdent des voûtes en berceau. Dans les environs, les églises de Bruyères-sur-Oise, Chamant et Rhuis conservent également des bases de clocher voûtées d'arêtes.

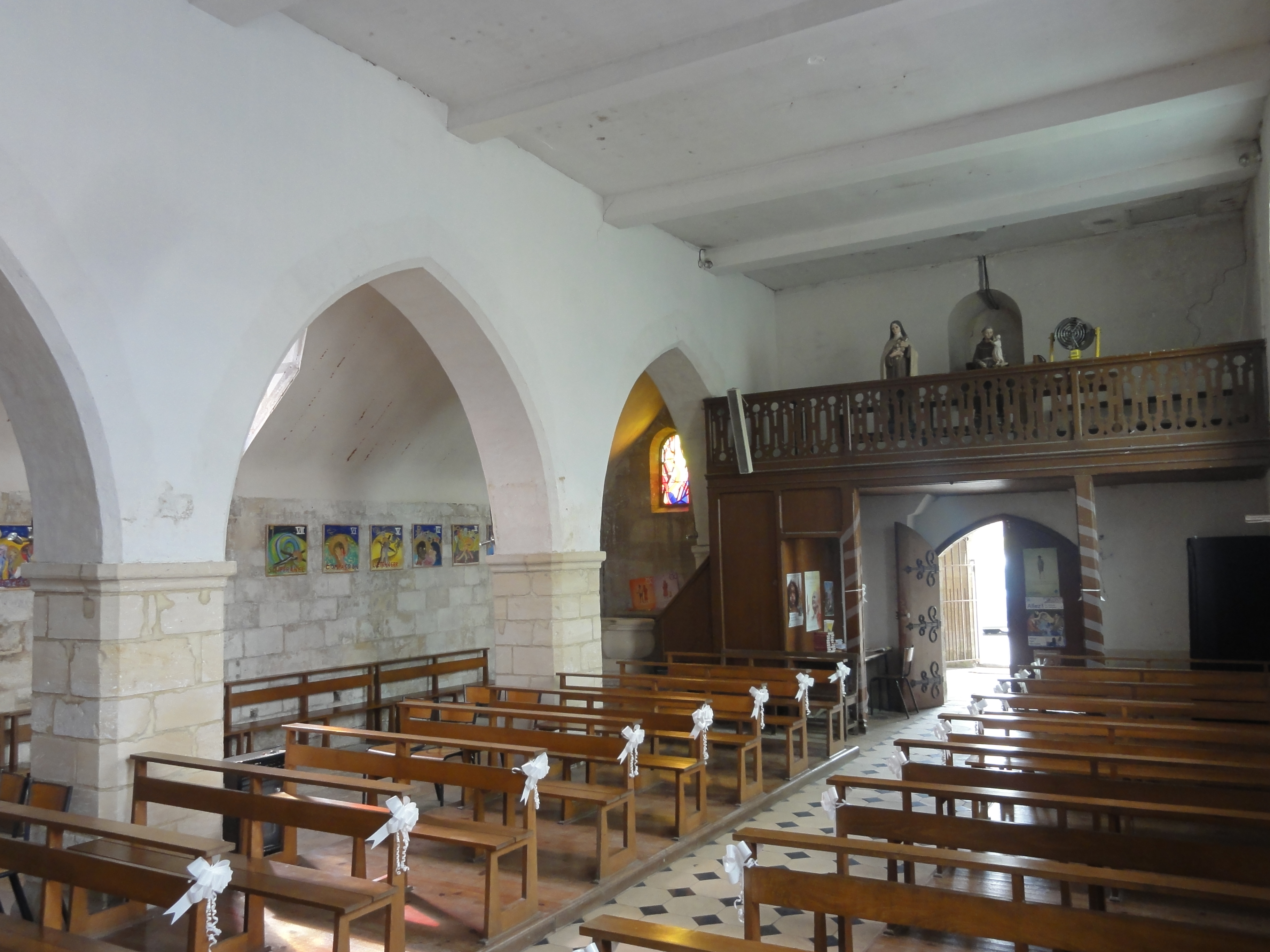
Nef, vue vers le sud-ouest.
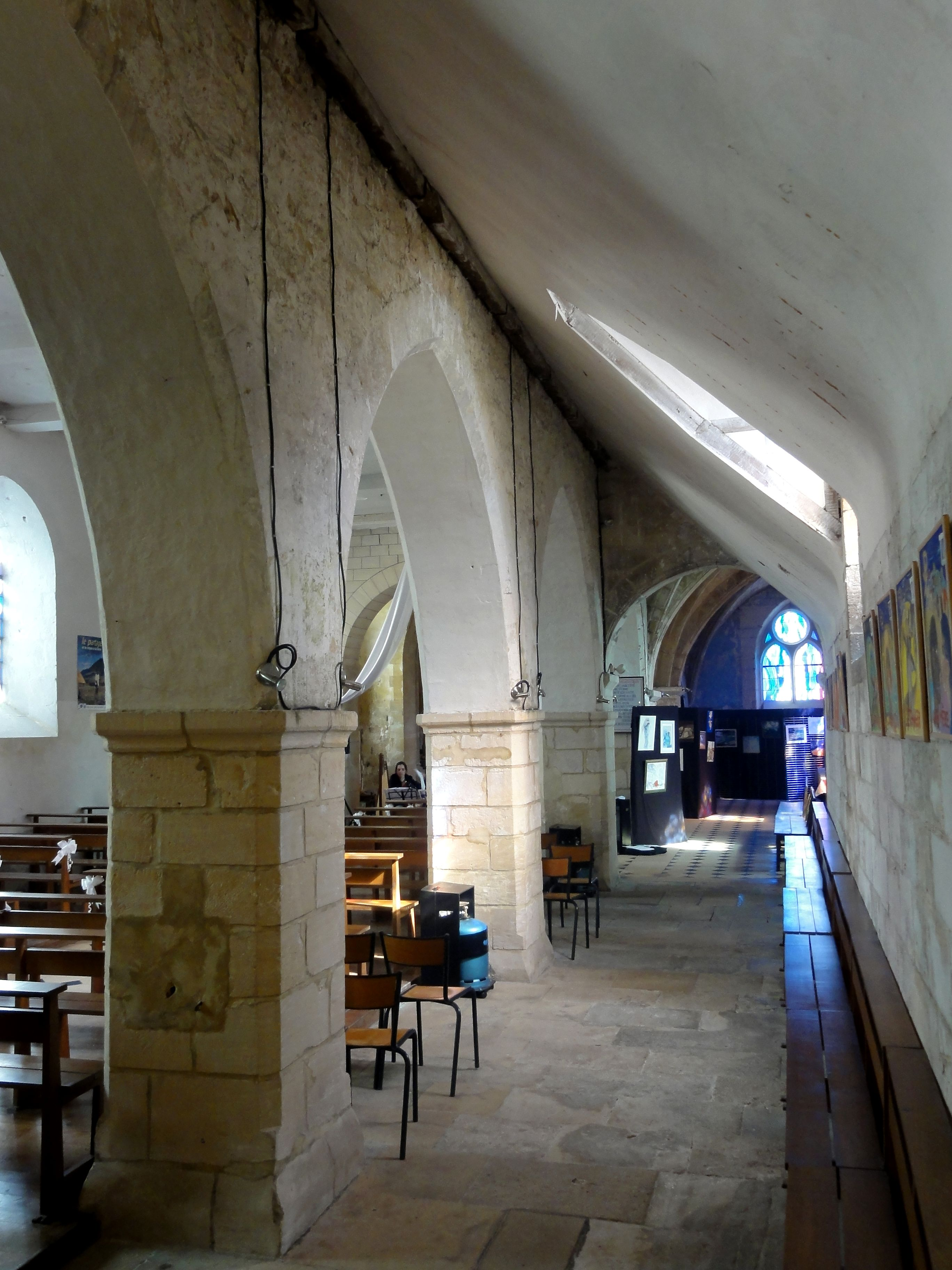
Bas-côté, vue vers l'est.
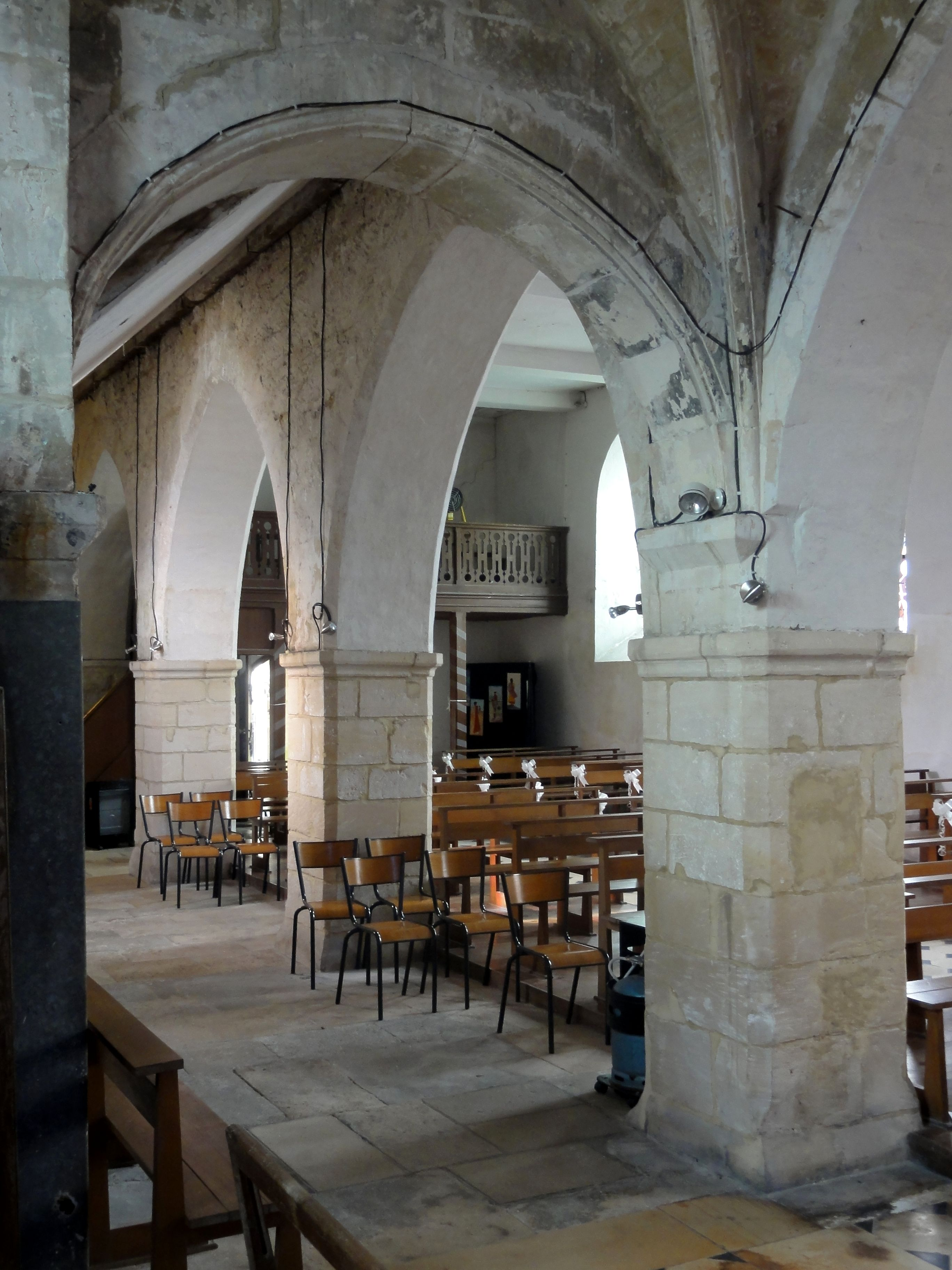
Collatéral, vue sur les grandes arcades.
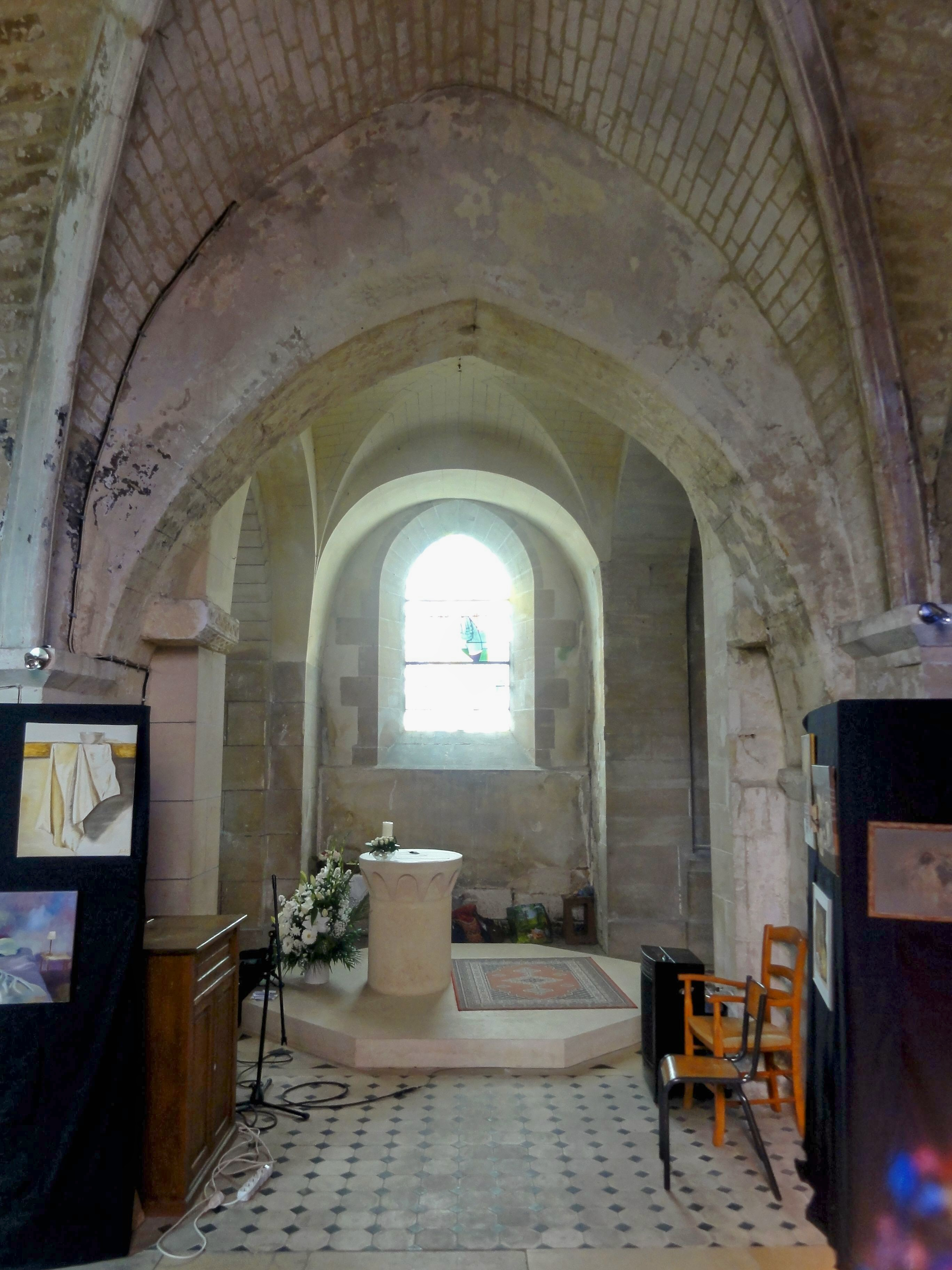
Collatéral, vue dans la base du clocher au nord.
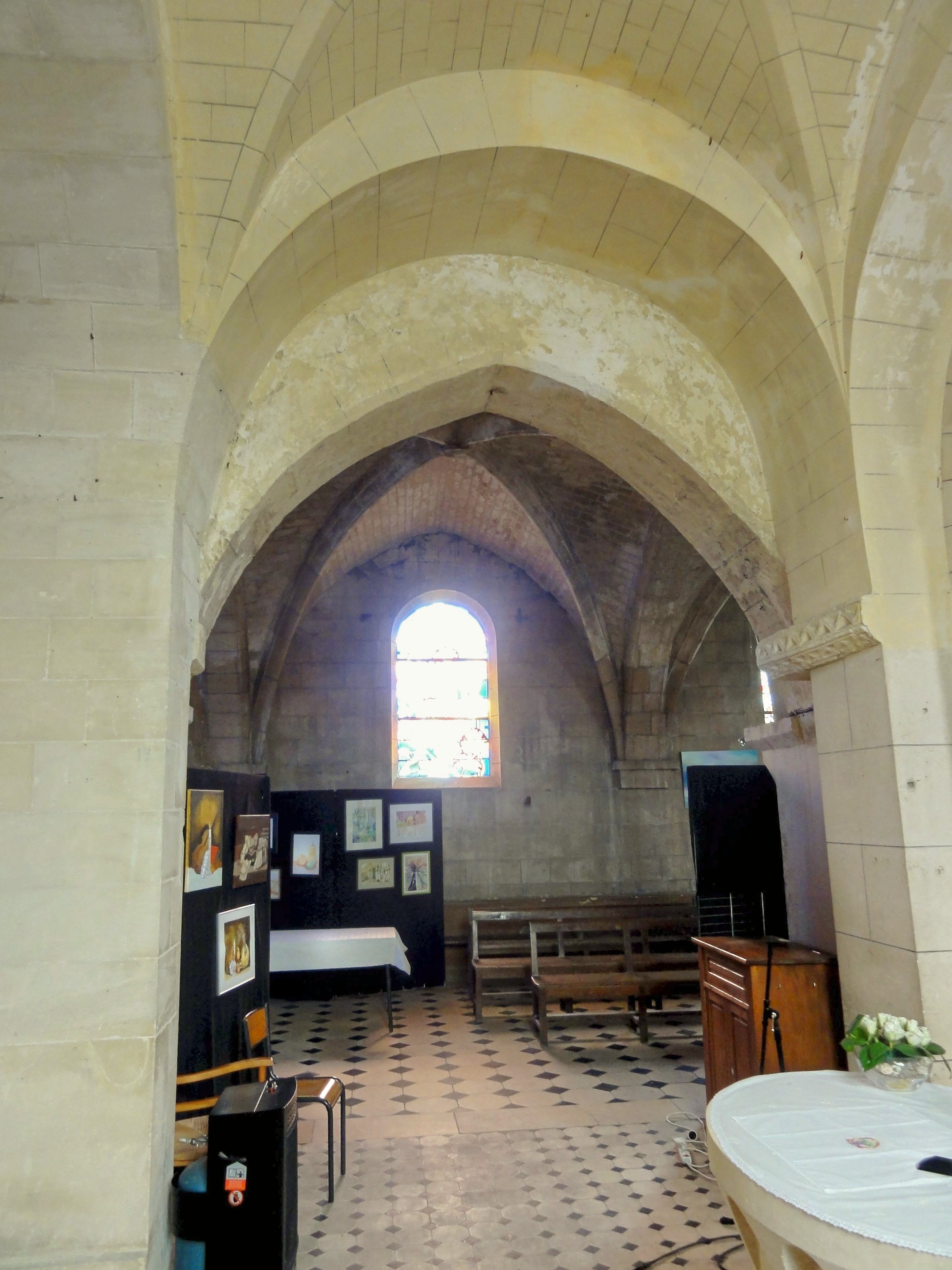
Base du clocher, vue vers le sud dans le collatéral.
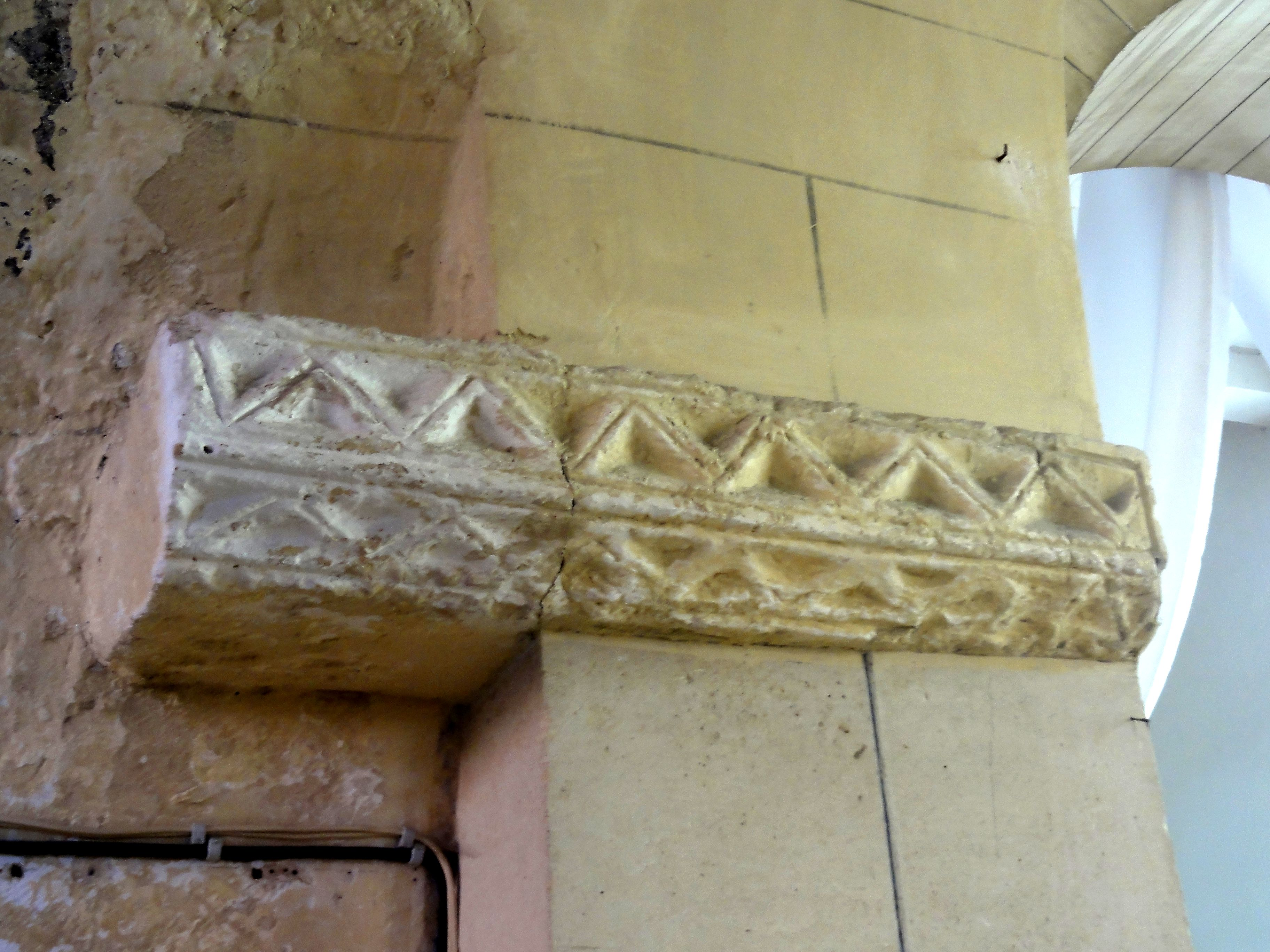
Tailloir de l'arcade sud de la base du clocher.

#### Chœur

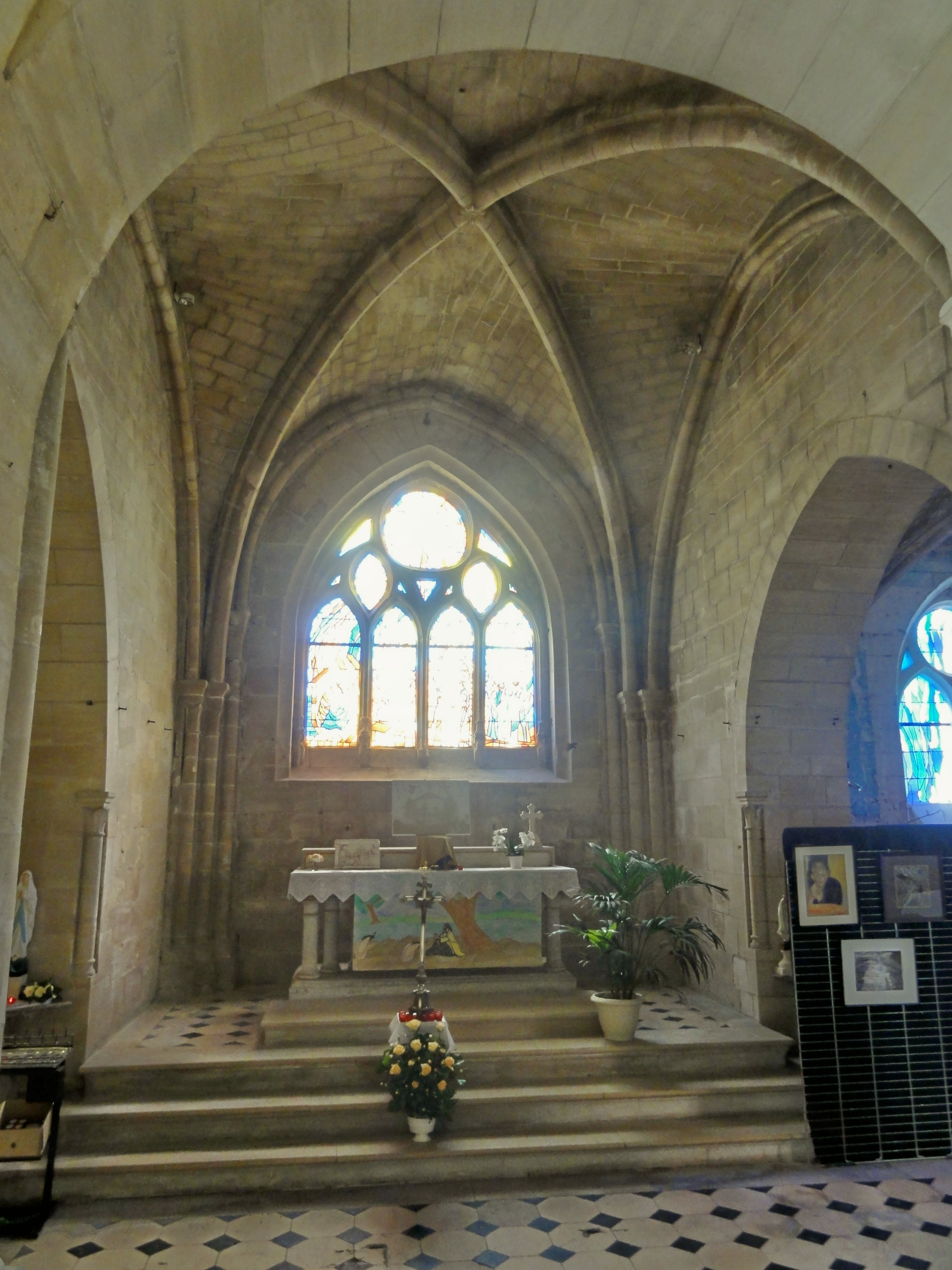
Chœur, vue vers l'est.

Le chœur est fort modeste : il ne comporte qu'une unique travée, qui est plus profonde que large, et voûtée très bas. En effet, les chapiteaux des ogives et formerets de la voûte sont situés plus bas que les chapiteaux de l'arc-doubleau plaqué devant l'arcade orientale de la base du clocher. Seulement le formeret au droit du chevet se situe à un niveau supérieur, car il répond au doubleau côté est, et le plan barlong de la travée aurait conduit à un formeret trop aigu au cas d'une retombée plus bas. La voûte n'est pas tout à fait régulière, et elle est légèrement bombée dans le sens longitudinal, c'est-à-dire, la clé de voûte est située au-dessus des clés d'arc des formerets à l'ouest et à l'est. En même temps, la voûte paraît affaissée dans le sens transversal, où les clés d'arc des formerets se situent au-dessus de la clé de voûte. C'est une voûte de facture un peu archaïque, dont l'ogive est au profil d'un bandeau et d'un tore unique en forme d'amande. Les formerets et le doubleau sont au profil d'un tore unique. Le rouleau inférieur du doubleau s'accompagne en plus d'un rang de claveaux non moulurés, ce qui paraît disgracieux et semble résulter de la restauration du XIXe siècle. La clé de voûte est ornée d'une minuscule rosace, qui n'atteint pas le diamètre des ogives. Il y a quatre colonnettes à chapiteaux dans les angles près du clocher, dont deux pour le doubleau qui est à double rouleau, une pour l'ogive, et une pour le formeret des murs latéraux. Trois colonnettes à chapiteaux sont logées dans les angles près du chevet. Les colonnettes sont appareillées et très fines, sauf celles du rouleau inférieur du doubleau, qui sont plus fortes.
Les chapiteaux sont pour la plupart sculptés de feuilles d'eau ou de feuilles plates en un ou deux rangs, avec parfois des volutes d'angle fortement stylisées, encore typiquement romanes. Au nord-ouest toutefois, la corbeille du chapiteau du rouleau inférieur du doubleau est garnie de nombreuses petites fleurs à six pétales. Malgré la simplicité de la sculpture, Dominique Vermand voit ici les artisans du chantier de la cathédrale Notre-Dame de Senlis à l'œuvre. Les tailloirs sont très sommairement moulurés, et les bases sont trop bien conservées pour pouvoir être considérées comme authentiques. La fenêtre présente un remplage d'un style gothique flamboyant précoce, et aurait été refaite au moment de la construction de la chapelle du nord, autour de 1400. Les meneaux ont des bases gothiques, et affectent un profil aigu. Quatre lancettes, dont celles au centre un peu moins larges que les autres, sont surmontées de deux soufflets sommaires et d'un triangle, ainsi que d'un oculus entre deux mouchettes sommaires. Toutes ces formes sont irrégulières et inabouties, et le réseau semble être l'œuvre d'artisans inexpérimentés, ce qui n'est pas étonnant eu égard la période de construction. Restent à mentionner les deux étroites arcades en tiers-point ouvrant dans les chapelles. Elles ne sont pas moulurées, même pas chanfreinées, mais les angles des piédroits sont néanmoins agrémentés de colonnettes aux chapiteaux de feuilles d'eau. L'authenticité de cette disposition peu courante peu paraître douteuse, mais on note également qu'il n'y a pas de traces de fenêtres latérales, et de petites chapelles du XIIe siècle ont peut-être précédé les chapelles actuelles.

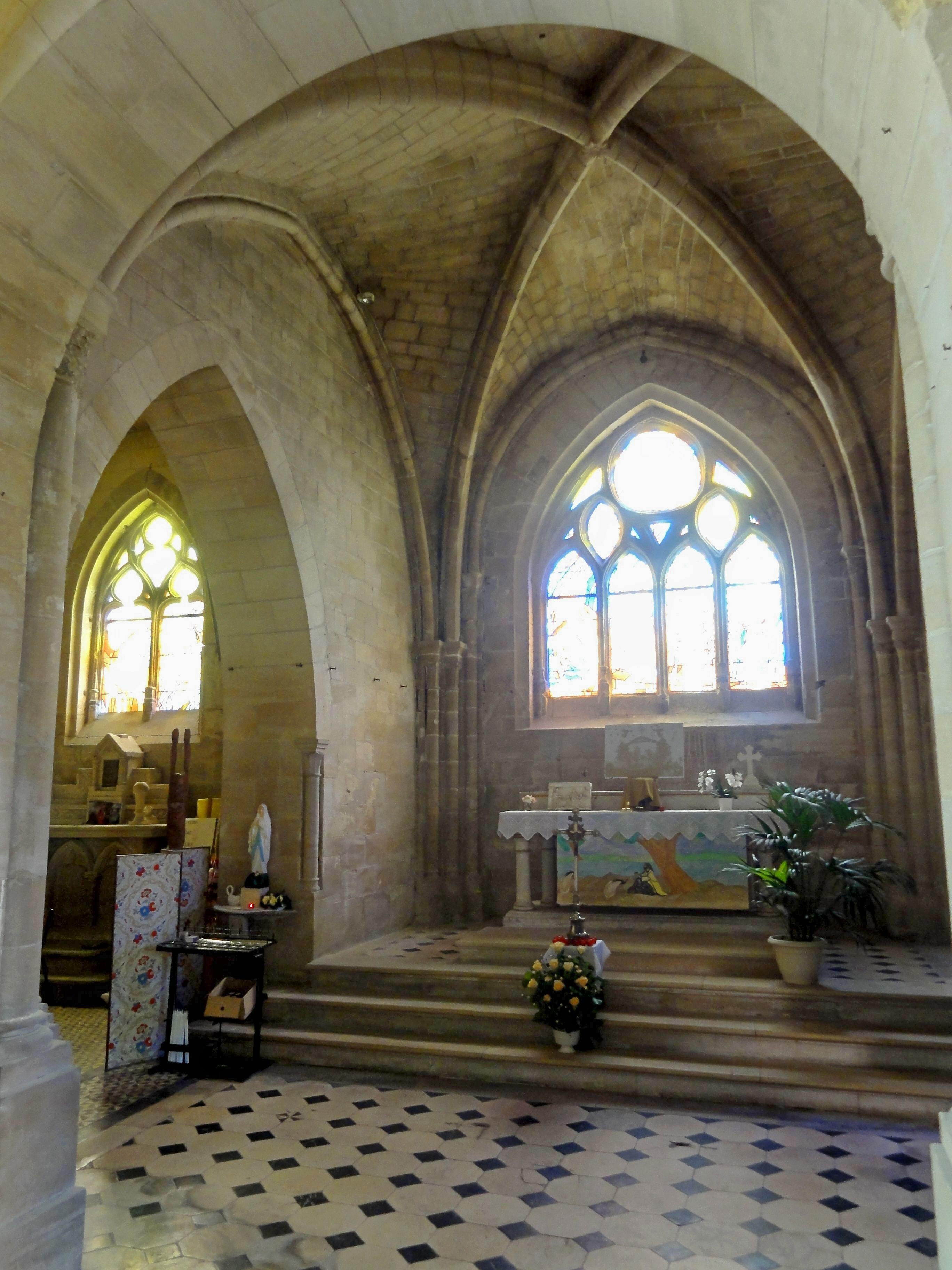
Chœur, vue vers le nord-est.
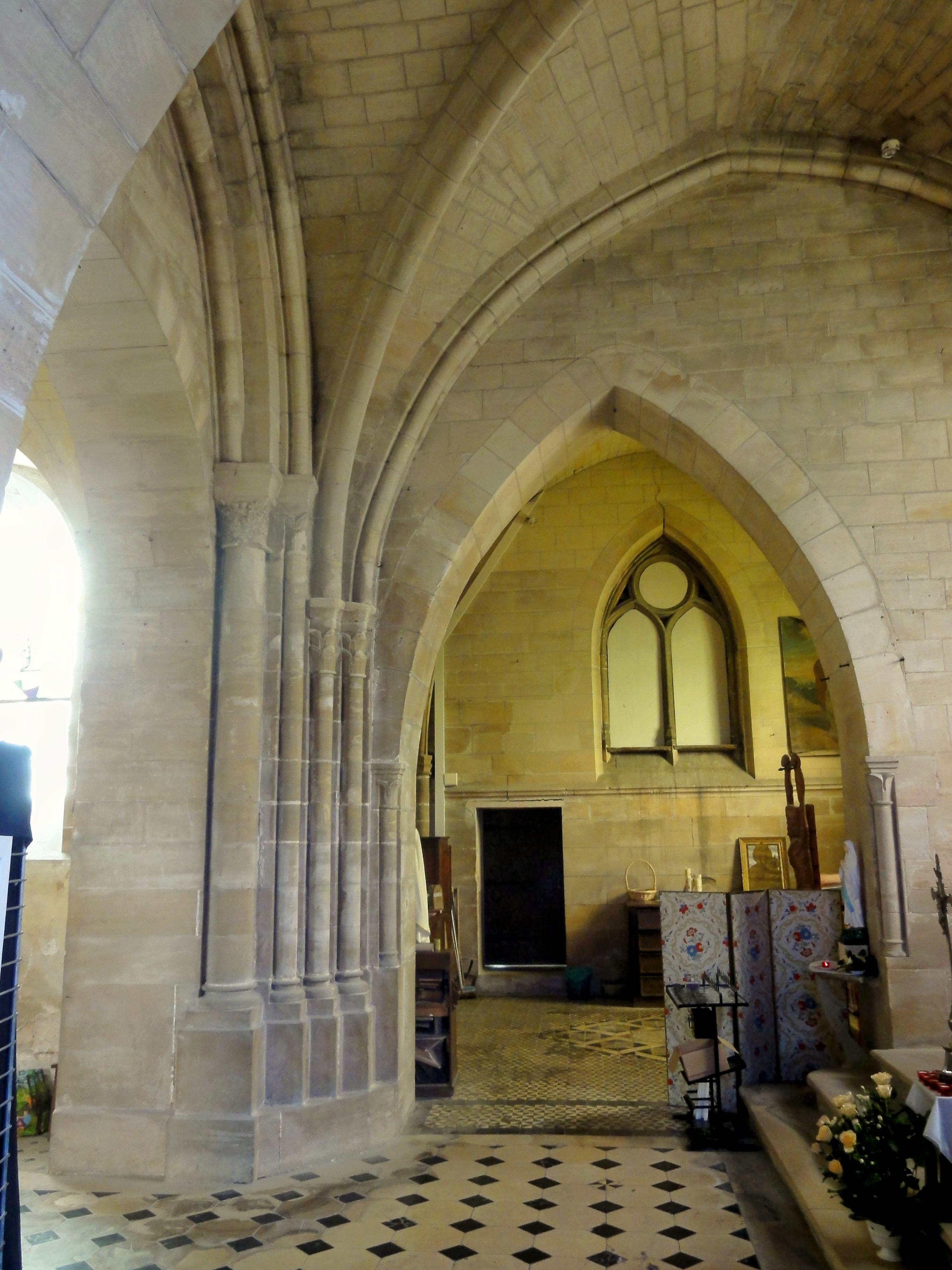
Chœur, vue sur la chapelle nord.
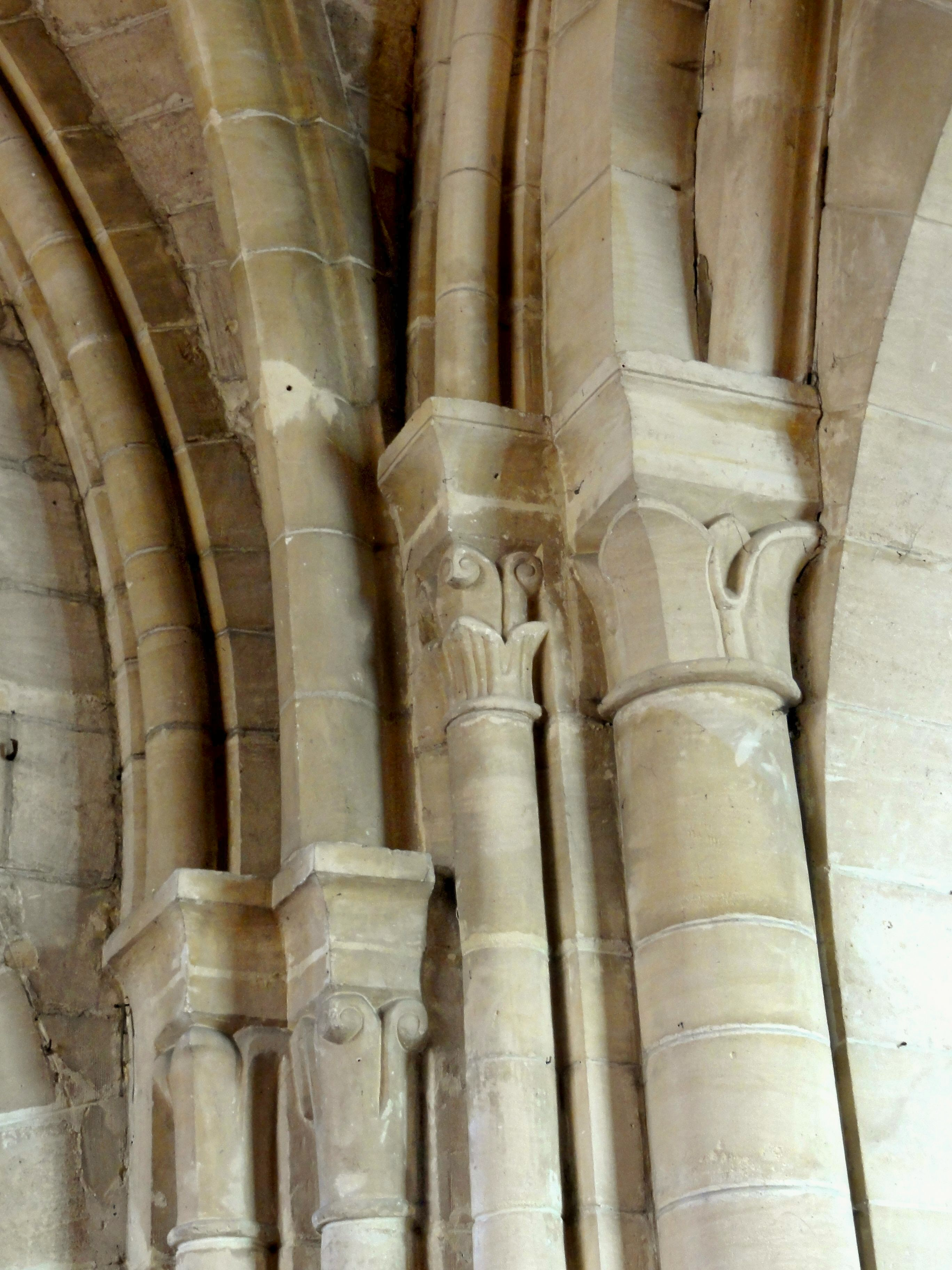
Chapiteaux dans l'angle sud-ouest.
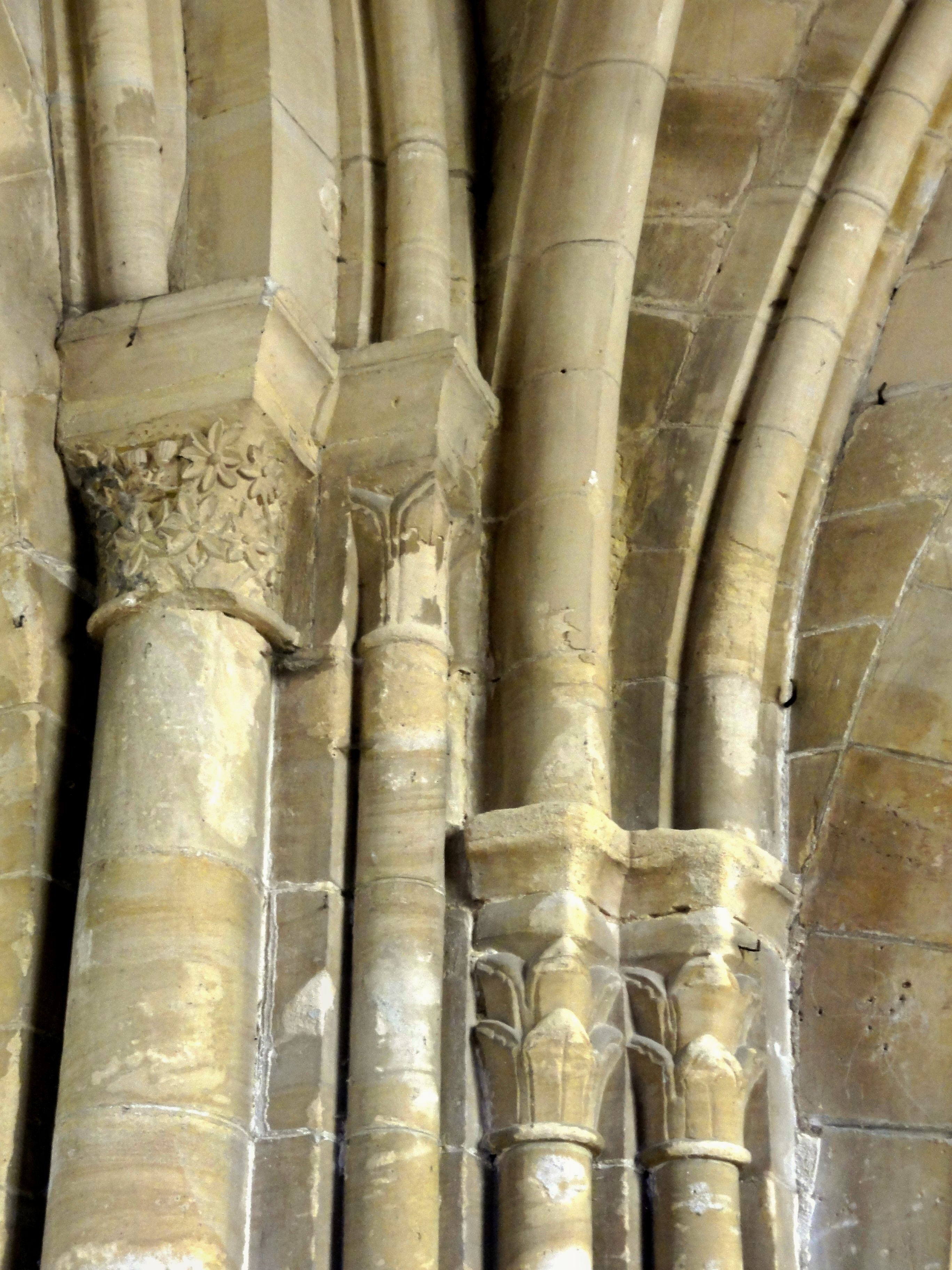
Chapiteaux dans l'angle nord-ouest.
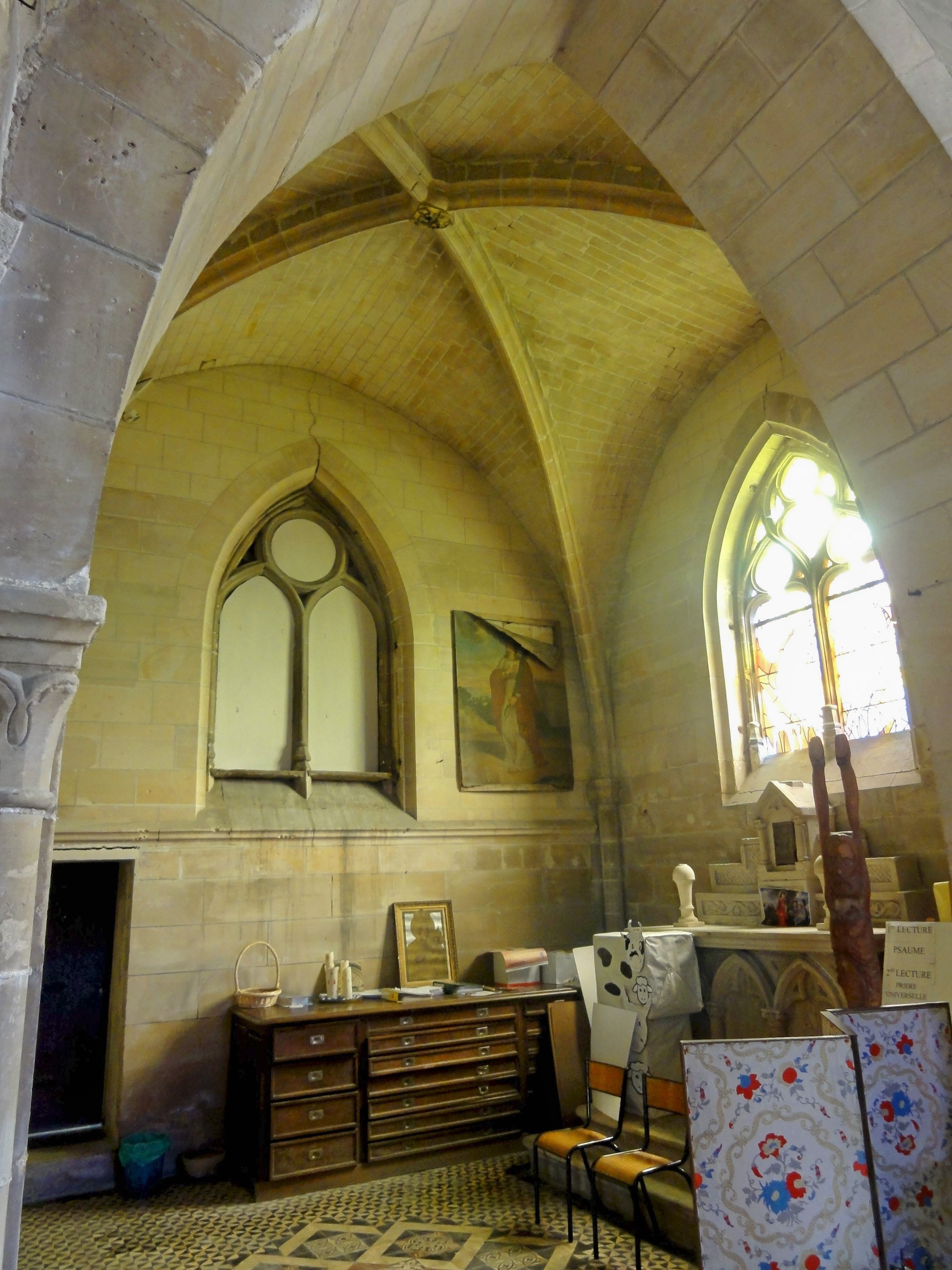
Chapelle latérale nord, vue vers le nord-est.
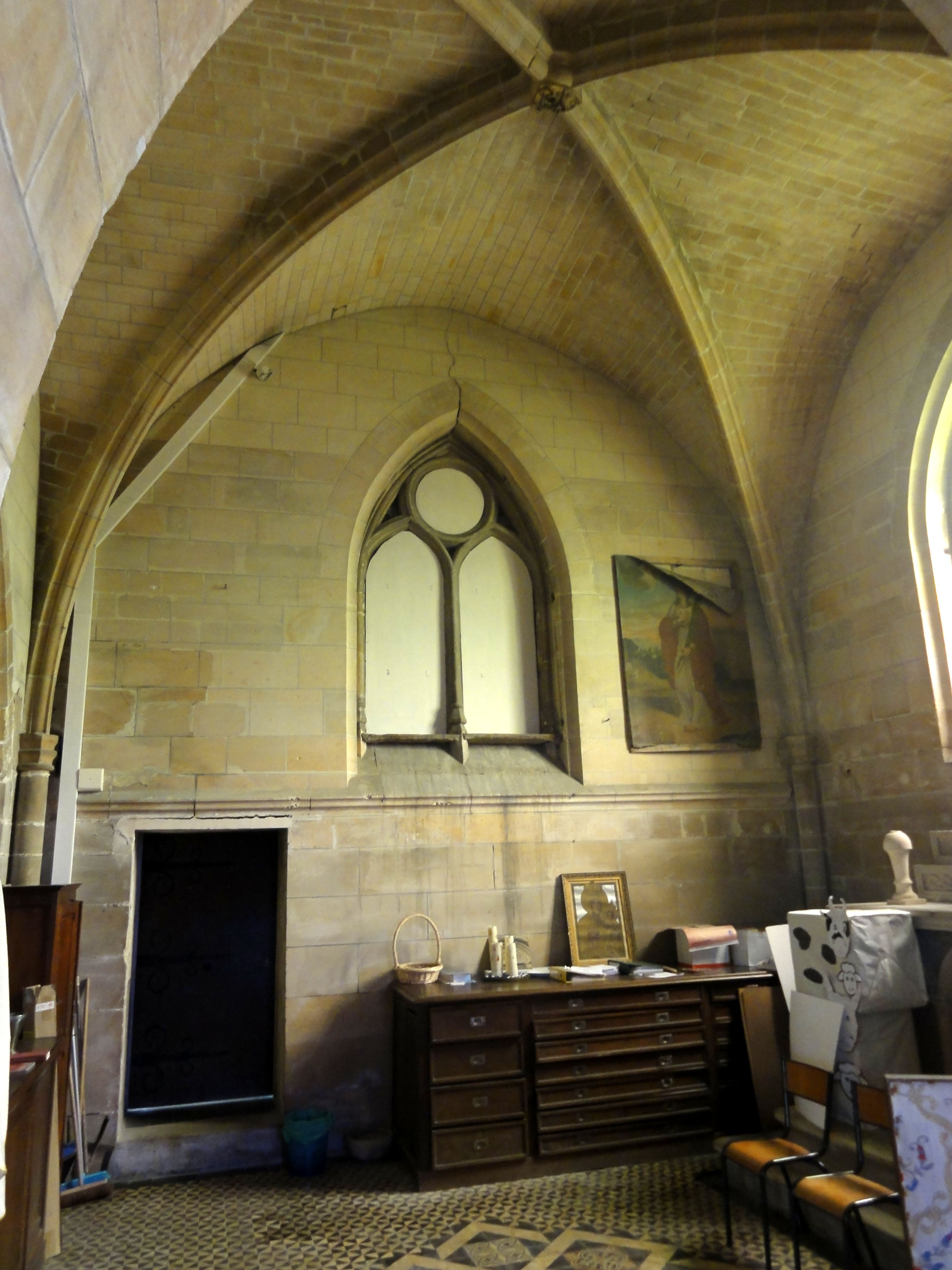
Chapelle latérale nord, vue vers le nord.

#### Chapelles latérales et collatéral

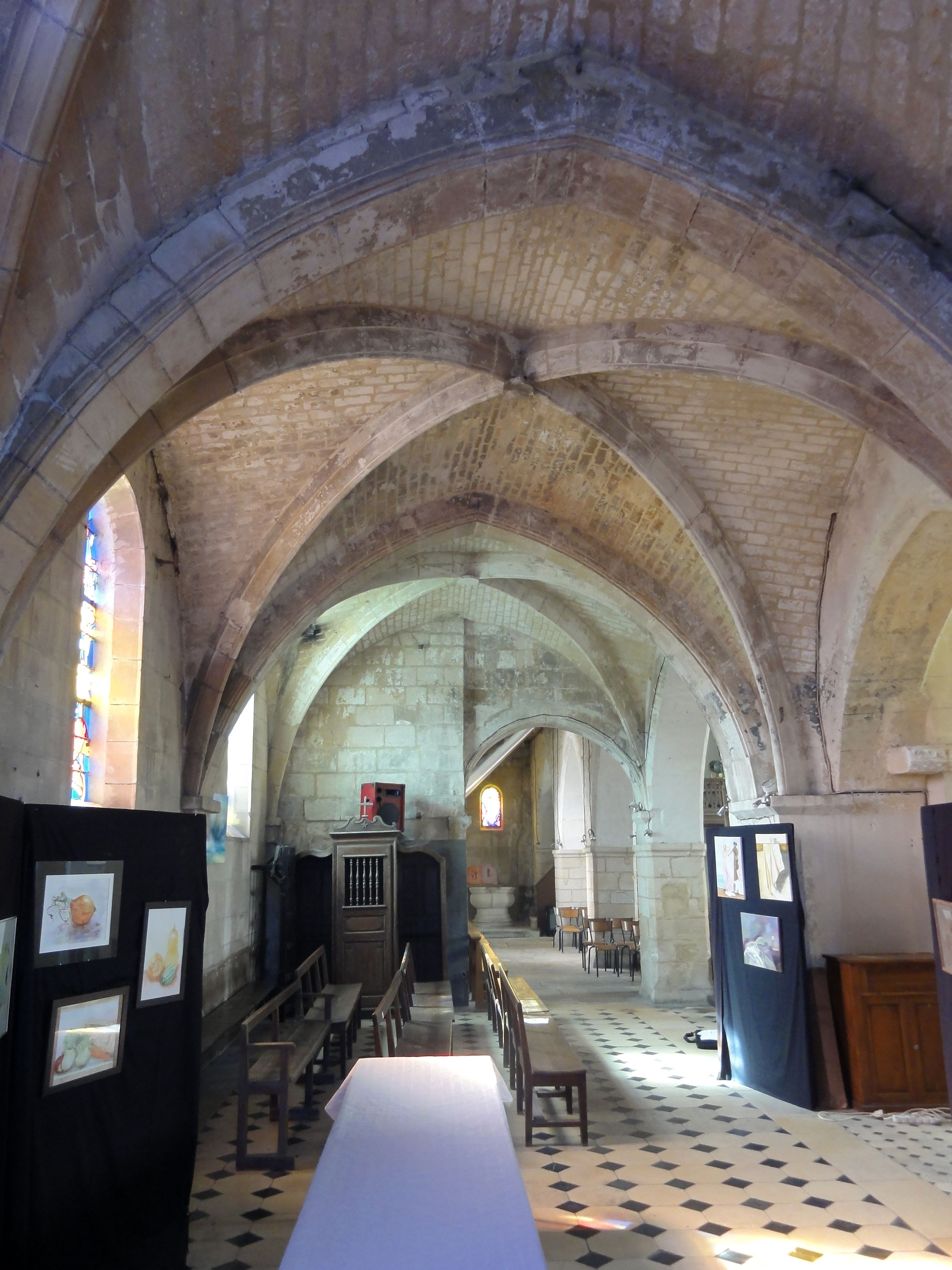
Collatéral, vue vers l'ouest.

La chapelle du nord, qui date des alentours de 1400 pour Dominique Vermand mais du XVe siècle pour Eugène Müller, est un peu plus large que le chœur, et donc plus grand que celui-ci. Elle possède deux fenêtres, qui sont toutes les deux différentes. Celle du nord est à deux lancettes, surmontées d'un oculus, et ses meneaux possèdent des bases gothiques et affectent un profil aigu. Cette fenêtre, actuellement bouchée, est de style rayonnant tardif. La fenêtre orientale est également à deux lancettes, mais bénéficie d'un remplage flamboyant précoce très élaboré. La qualité de ce réseau donne à penser qu'il fut en réalité mis en place après la fenêtre du chœur, qui dégage une impression de maladresse. Les deux lancettes sont trilobées, avec un lobe central surprononcé, et les deux meneaux qui le délimitent s'entrecroisent en hauteur pour dessiner ensuite le soufflet qui surmonte les deux lancettes, en rejoignant les meneaux de la lancette voisine. Cette fenêtre a soufflet et mouchettes est le seul élément intéressant de la chapelle. La voûte est dépourvue de formerets, et ses ogives aigües sont des tores extrêmement aplaties. La clé de voûte est décorée de feuillages bien fouillés. Il n'y a pas de chapiteaux à proprement parler, mais deux tailloirs superposés et un astragale. La chapelle n'est plus utilisée comme telle, mais comme annexe de la sacristie.

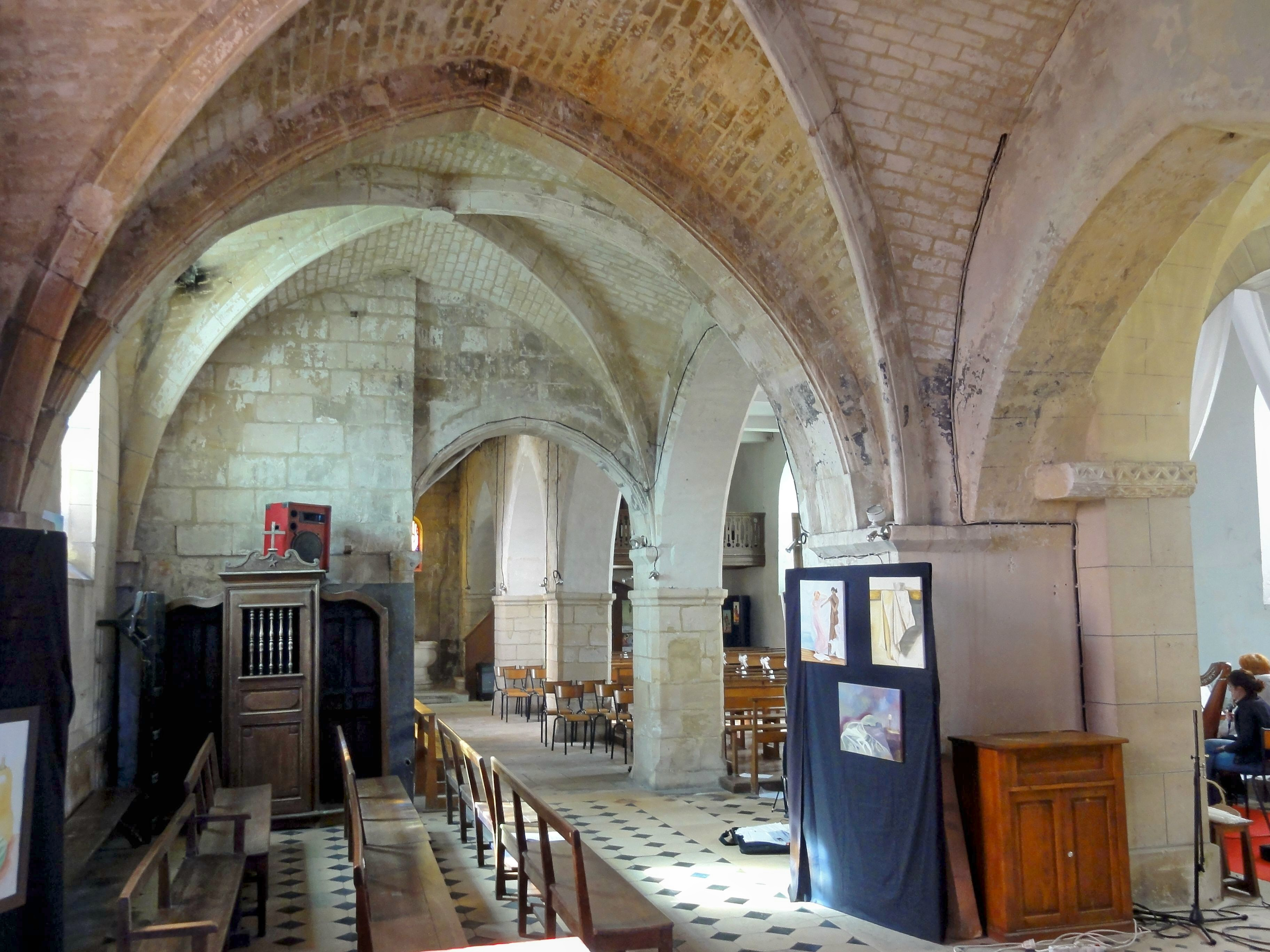
Chapelle sud, vue vers l'ouest.

La chapelle du sud, qui date des alentours de 1300, est assez semblable à son homologue du nord. Elle est dédiée à sainte Barbe, patronne des mineurs et donc aussi des carriers de Saint-Maximin, sachant que les carrières souterrains y sont sombreux. Les deux fenêtres sont analogues à la baie bouchée au nord. Le collatéral, qui date du XVe siècle Dominique Vermand mais du XVIe siècle pour Eugène Müller, est pratiquement homogène avec la chapelle Sainte-Barbe, et est éclairée par deux fenêtres en plein cintre, qui sont sans style et sans remplage. Les trois travées de l'ensemble chapelle et collatéral sont séparées par deux larges doubleaux en tiers-point, dont seulement les arêtes sont pourvues de fines moulures prismatiques. L'arcade vers le bas-côté est analogue, mais plus étroite. Une arcade en tiers-point seulement chanfreinée est plaquée devant l'arcade méridionale de la base du clocher. Toutes ces doubleaux et arcades retombent sur des tailloirs rudimentaires, qui se composent seulement d'une plate-bande et d'un chanfrein. Ces travées ont de toute évidence été construites avec un budget restreint, et leur intérêt architectural est également limité. Les voûtes, aux ogives aigües, sont dépourvues de formerets et ont pour clés des écussons. Un seul demeure encore lisible, et a été relevé par Eugène Müller.

### Extérieur

#### Façade occidentale

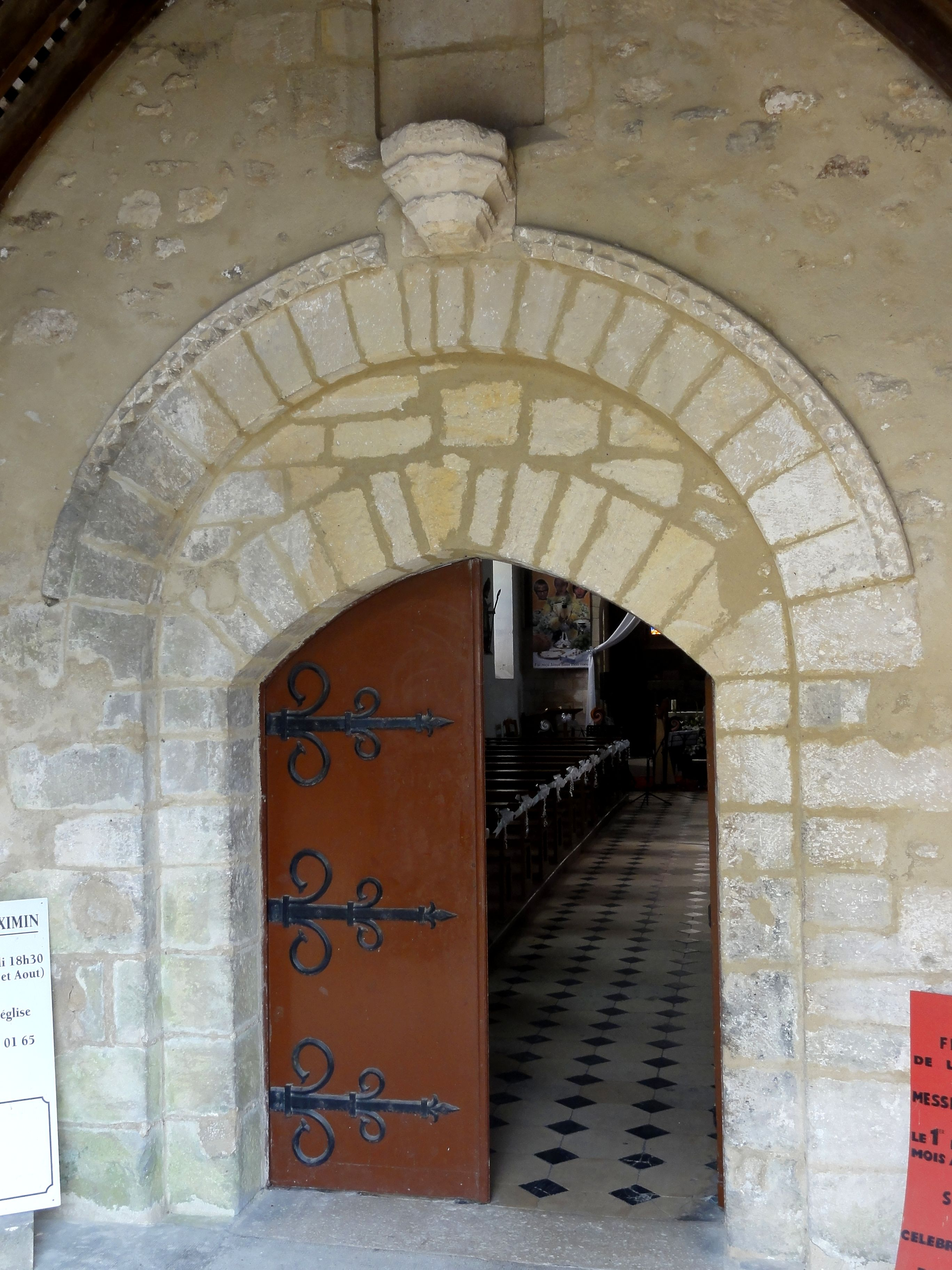
Portail occidental.

« L'église, dit Eugène Müller, n'est point sans intérêt ni charme poétique ». L'auteur se penche notamment sur le portail et le clocher, qui sont tous les deux romans. Abrité sous le porche, le portail est bien conservé, et est remarquable pour sa facture archaïque. Il s'inscrit dans un large arc de décharge en plein cintre, qui est surmonté d'un double cordon des pointes-de-diamant. Le portail méridional d'Angy possède une archivolte identique. Le socle à statue qui rompt les cordons au sommet paraît flamboyant. Il devrait dater de la même période que le porche, qui enlève l'intérêt à la fenêtre en plein cintre au-dessus du portail, et motive sa transformation en niche à statue. Les piédroits du portail prennent un peu de recul face à l'arc de décharge, et supportent un linteau appareillé, qui décrit un arc en mitre. De ce fait, l'ampleur du tympan est réduit, et il n'est du reste pas décoré. Le mur occidental de la nef est délimité par deux contreforts relativement plats, qui se retraitent une fois par un glacis, et s'amortissent par un glacis identique. Entre ces contreforts, le mur occidental de la nef présente un appareil de petits moellons noyés dans un mortier, alors que le reste de l'église est bâti en pierres de moyen appareil de Saint-Maximin. Le mur occidental devrait remonter au XIe siècle, et en prenant du recul face au pignon, l'on aperçoit bien le contraste avec l'appareil plus tardif, car le pignon a été exhaussé.

#### Clocher

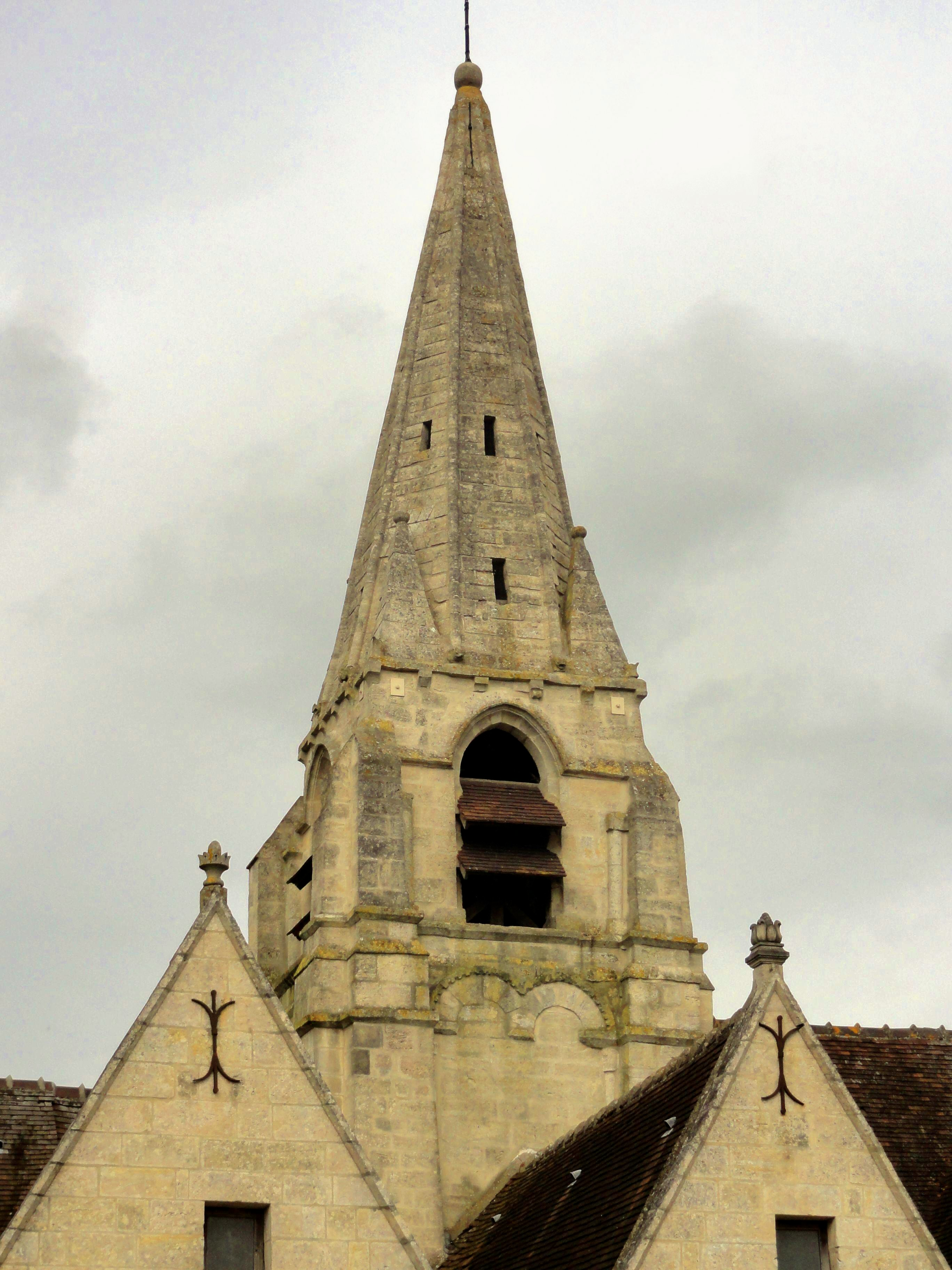
Clocher, côté sud.

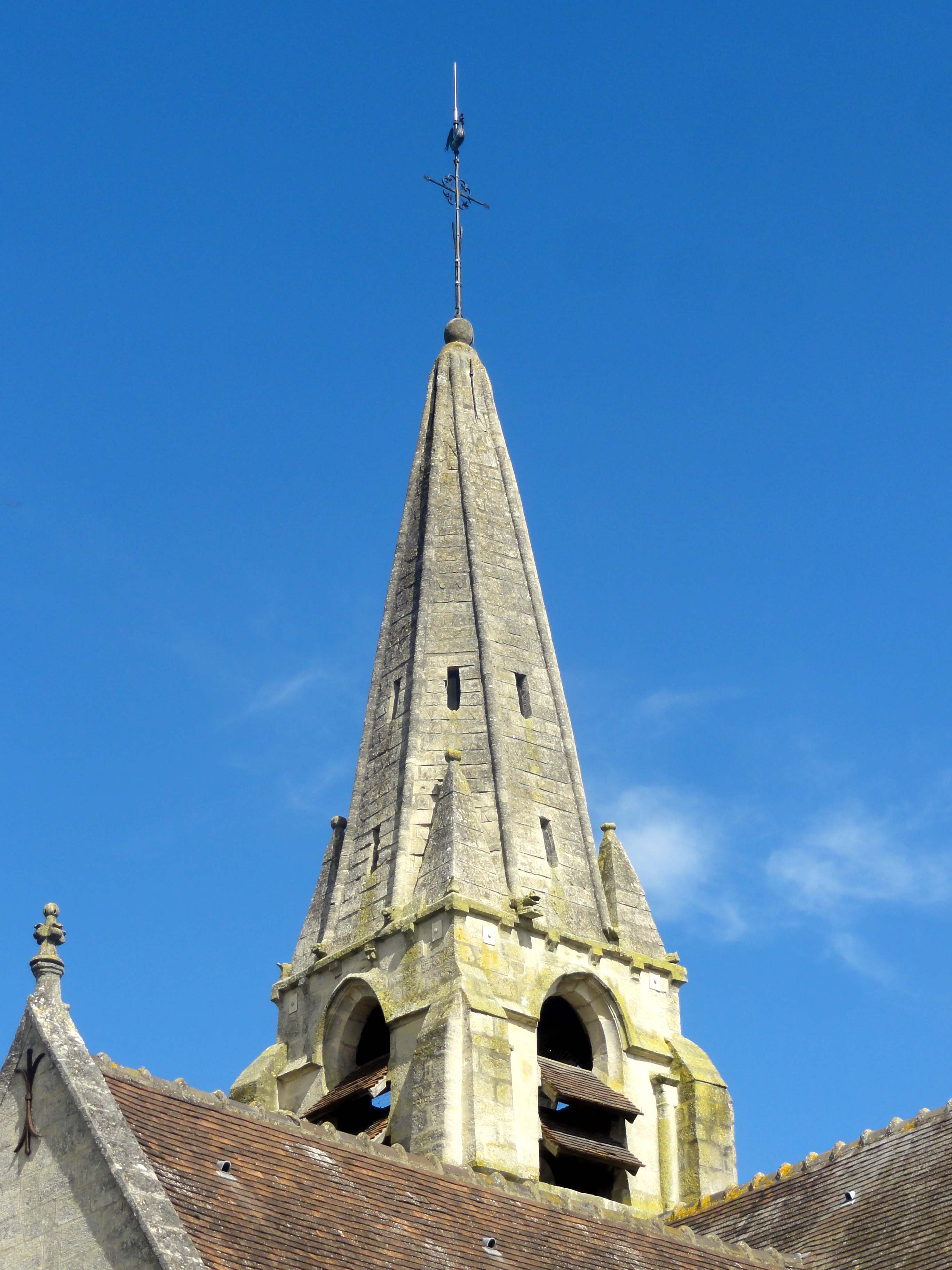
Clocher, vue depuis le sud-est.

Le clocher a malheureusement été mutilé, à l'instar de son homologue de Rieux. Dominique Vermand affirme qu'il appartient au même type que le clocher de Nogent-sur-Oise, le plus spectaculaire parmi les clochers romans de la vallée de l'Oise. Cependant, le clocher de Saint-Maximin n'atteint qu'une hauteur de 25 m ; il ne possède que deux étages de baies ; et le nombre de baies par face est primitivement de deux et non de trois. Les baies du premier étage sont invisibles depuis l'est et bouchées au sud ; une baie reste ouverte à l'ouest, et une seconde au nord. Les deux baies gémelées par face s'ouvraient entre trois colonnettes en délit, celle du milieu étant partagée par les deux baies. Les chapiteaux, ou ceux qui subsistent, sont sculptés de volutes d'angle tout à fait primitives. Ils ont pour tailloir une tablette au profil d'un méplat et d'un chanfrein, qui se poursuit sur les contreforts d'angle, et fait ainsi le tour de tout le clocher. Les arcs en plein cintre des baies retombent sur cette tablette. Ils se partagent le dernier claveau au centre, où la colonnette est également partagée, et ils sont surmontés d'un cordon de billettes. Le premier étage du clocher de Nogent est assez semblable, mais deux colonnettes séparent les baies, les chapiteaux sont plus variés, les colonnettes sont en partie garnies d'épines, et le tailloir présente plusieurs ressauts dans son échine. Il n'y a pas non plus de cordon sculpté à la limite de ce premier étage de baies et l'étage intermédiaire, qui n'est visible qu'au nord, et qui est percé d'une petite baie, dont les claveaux sont simulés par des traits gravés dans un bloc monolithique. Cette disposition est fréquente au XIe siècle, et se trouve également sur les fenêtres de la nef d'Angy.
Deux contreforts plats flanquent chaque angle du premier étage. Ils sont scandés par la tablette déjà signalée, puis se retraitent par un court glacis au niveau du sommet des baies, et sont enfin scandés par une seconde tablette. Celle-ci fait également le tour du clocher, et sert d'appui des fenêtres du second étage de baies. Contrairement à nombre d'autres clochers romans de la région, les contreforts ne s'arrêtent pas au niveau du dernier étage, et se poursuivent jusqu'au niveau des impostes de ses fenêtres, où ils s'achèvent par un glacis. Les fenêtres de l'étage supérieur sont issues d'un remaniement au XVe siècle. Avant, il y avait bien les deux baies par face habituelles, car les colonnettes d'extrémité et leurs chapiteaux subsistent encore en grande partie. La corniche sommaire qui termine l'étage de beffroi est également romane. Elle se compose de six corbeaux par face, qui sont moulurés d'un quart-de-rond dans l'échine. La flèche en pierre a été ajoutée vers le milieu du XIIe siècle. Elle est construite sur un plan octogonal, et chaque angle est garni d'un tore, qui retombe sur une tête grimaçante près de la corniche. Les faces de la pyramide sont percées de deux niveaux d'ouvertures rectangulaires, et les pierres sont en partie décorées de grosses dents de scie en bas-relief. La transition du plan carré vers le plan octogonal est racheté par quatre clochetons pyramidaux aux angles. Ils sont de plan carré, et sont sommés d'une boule tout comme la flèche principale. — Par sa corniche et son premier étage de baies, le clocher de Saint-Maximin est encore très proche du clocher de Rhuis, qui date du dernier quart du XIe siècle, et il n'est pas très éloigné des clochers de Saint-Aignan et Saint-Pierre de Senlis, qui remontent vers le milieu du même siècle. Des flèches semblables existent à Saintines et Villers-Saint-Frambourg, qui sont plus tassées et dépourvues de tores aux angles. La flèche de Chamant possède en revanche des tores retombant sur des chimères saillantes, mais est sinon plus évoluée.

#### Parties orientales

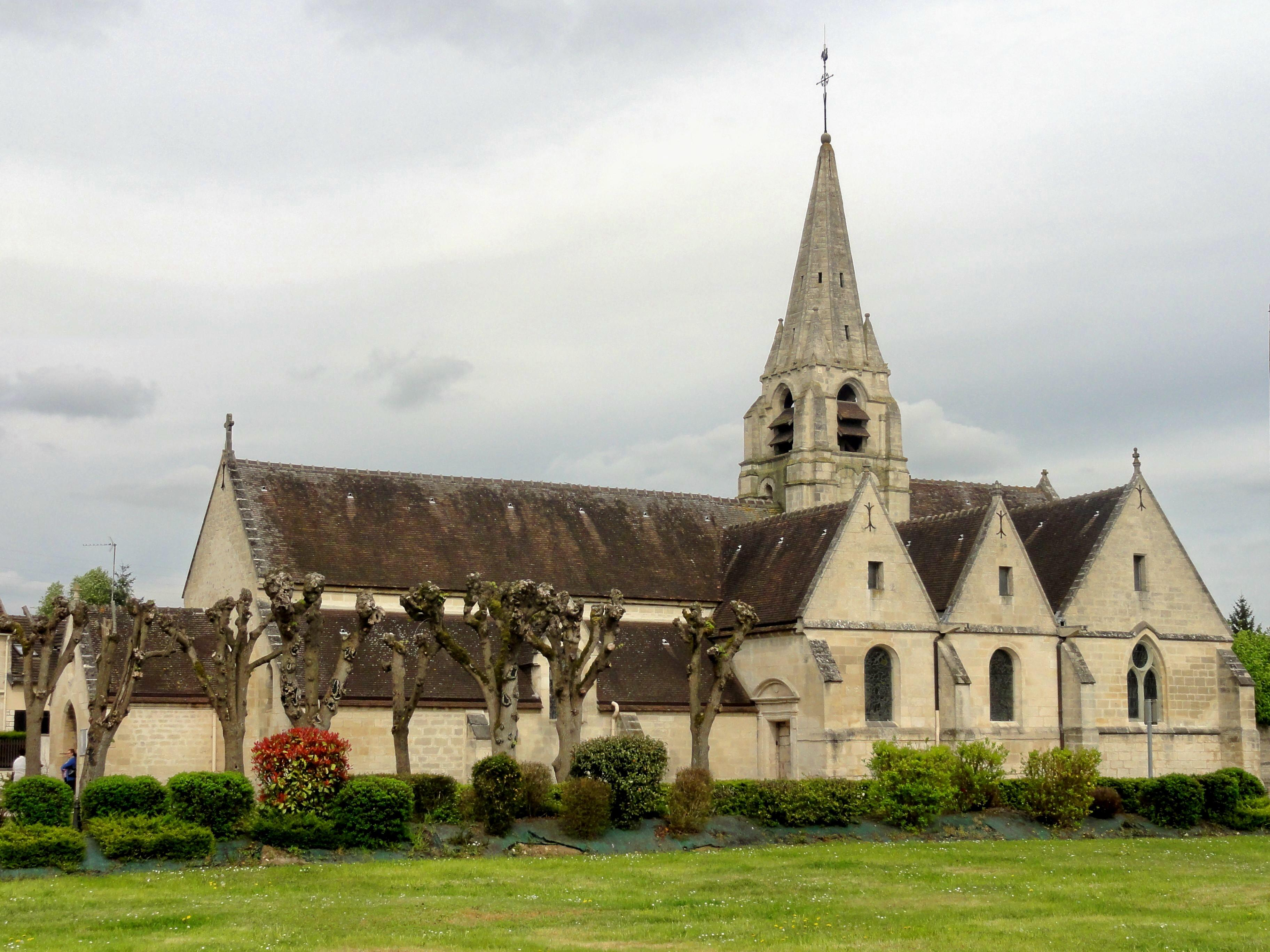
Vue depuis le sud.

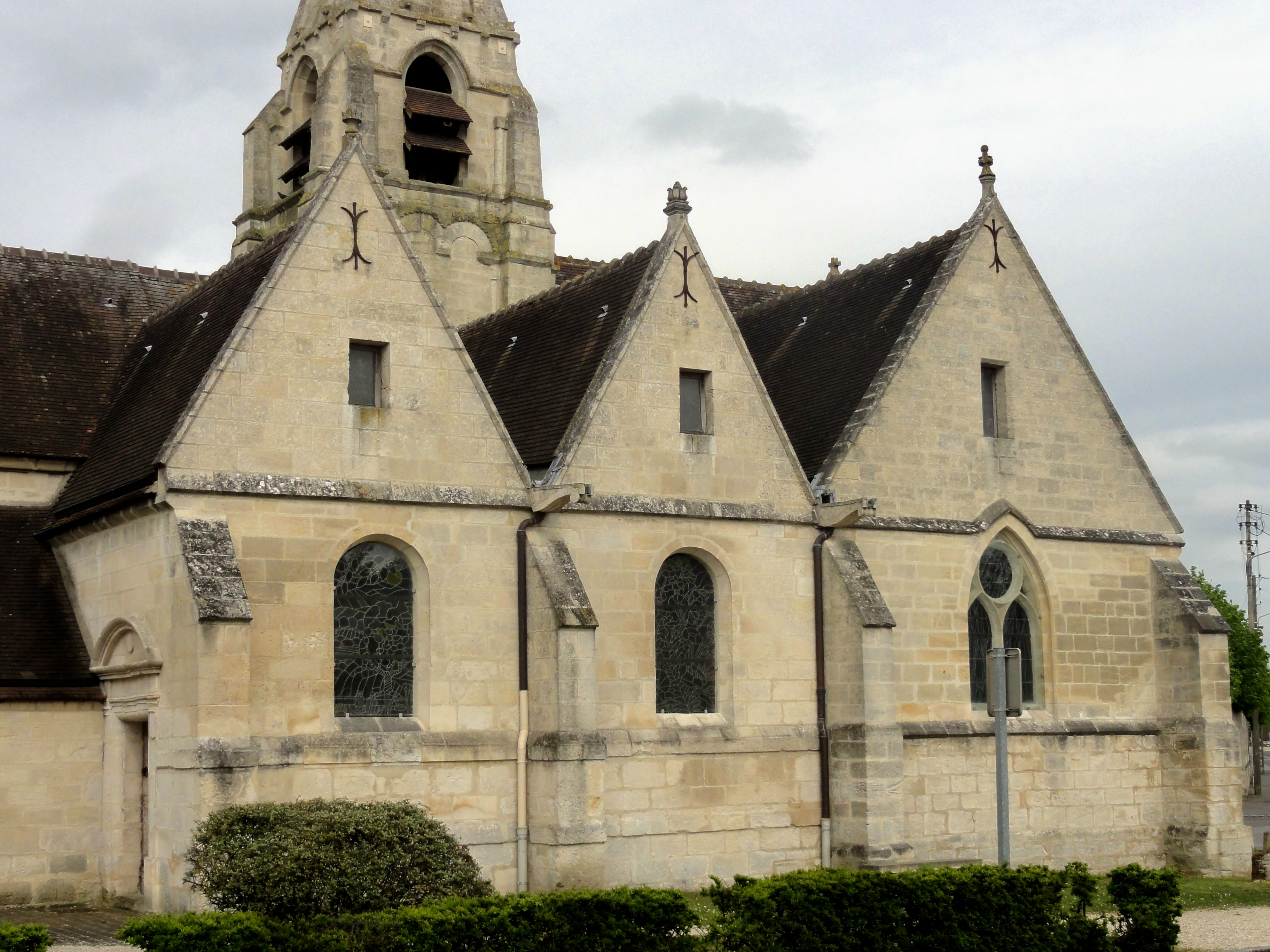
Collatéral et chapelle latérale sud.

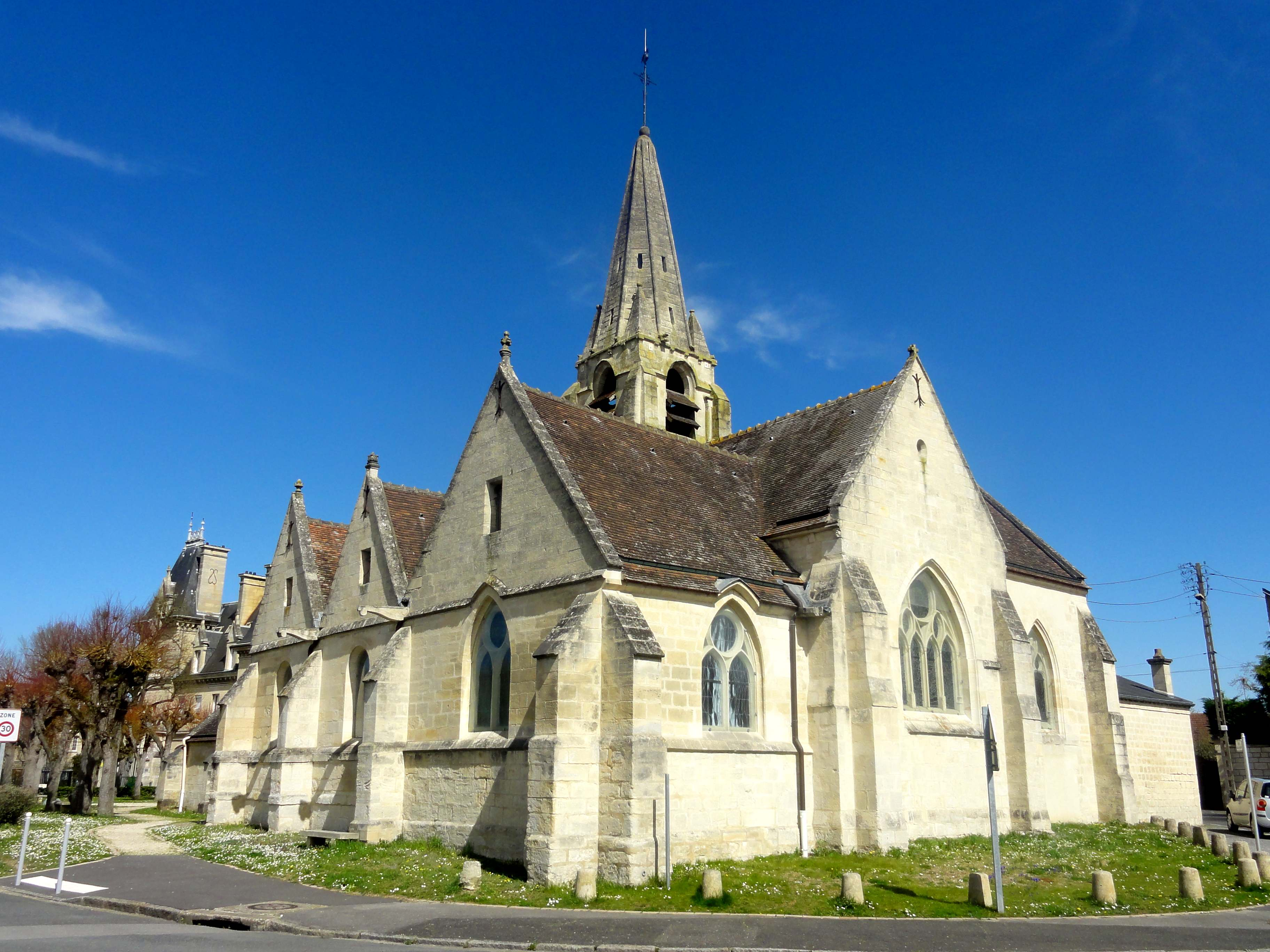
Vue depuis le sud-est.

Le mur occidental du collatéral conserve l'encadrement d'une porte, qui a été restauré bien que la porte soit bouchée. Deux pilastres supportent un entablement aniconique et un fronton en arc-de-cercle largement débordant, qui est décoré de multiples moulures. Le tympan est seulement orné d'un cercle en bas-relief, qui pourrait correspondre à un emblème bûché à la Révolution française. Le collatéral n'a pas de contrefort vers l'ouest. Au sud, il est épaulé par trois contreforts verticaux, qui s'amortissent par un glacis formant larmier. À mi-hauteur, ils se retraitent une fois grâce à un fruit, tout comme par ailleurs le mur. La chapelle latérale sud possède deux contreforts identiques à son angle sud-ouest, et elle présente un léger glacis formant larmier en lieu et place du fruit. Les fenêtres y prennent appui. Un second glacis formant larmier court à la naissance des pignons. Il s'infléchit au-dessus de la baie méridionale de la chapelle sud, et du côté de son chevet, la fenêtre transperce le toit, ce qui met en exergue la faible hauteur de la construction. Chacun des trois pignons du collatéral et de la chapelle est percé d'une ouverture rectangulaire, et chaque pignon est couronné par un fleuron en antéfixe. Des gargouilles apparemment refaites un peu trop sèchement au XIXe siècle jaillissent à l'intersection entre deux pignons. Rares sont donc les différences entre les deux travées du collatéral et la chapelle. Elle est plus large et possède des fenêtres différentes. Si le collatéral remonte jusqu'au XVe siècle comme le suppose Dominique Vermand, les fenêtres en plein cintre actuelles ne peuvent pas dater d'origine. C'est en revanche possible si le collatéral ne date que du XVIe siècle (et plus précisément de la fin du XVIe siècle), comme le suppose Eugène Müller. Dans ce cas, le portail bouché pourrait dater d'origine. En tout cas, la cohérence entre les deux parties est remarquable, car au moins un siècle et demi les séparent (si la chapelle date du début du XIVe siècle et le collatéral de la seconde moitié du XVe siècle),.
Devant le chevet plat, caractéristique du Beauvaisis, le corps central correspondant au chœur fait légèrement saillie. Il est dominé par un pignon, et deux contreforts relativement plats flanquent chacun des deux angles. Ces contreforts sont assez proches de ceux de la façade occidentale. Elles se retraitent une fois par un court glacis fortement incliné, et s'achèvent par un glacis plus long. Contrairement à la fenêtre, déjà décrite, ils indiquent la période de construction assez haute du chœur. Sur les murs gouttereaux, au-dessus des toits des chapelles, l'on voit des modillons sculptés subsistant d'une ancienne corniche, dont l'une est sculpté d'un masque. — Par sa configuration, avec deux chapelles latérales formant pratiquement corps avec le vaisseau central et voûtées à peu près à la même hauteur, le chevet de Saint-Maximin évoque les chœurs-halle de la moyenne vallée de l'Oise, dont Nogent-sur-Oise, Plailly et Villers-Saint-Paul sont les représentants les plus remarquables. Il y a des ressemblances avec les chevets de Courteuil et Villers-sous-Saint-Leu. La réalité intérieur dément toutefois l'impression d'un chœur-halle, car le chœur est relativement cloisonné et communique avec les chapelles par des arcades étroites. Il reste encore à revenir sur la chapelle latérale du nord, qui est épaulée à l'est par un contrefort similaire à ceux du chœur, sauf que deux fruits se substituent au glacis intermédiaire. L'angle nord-ouest présente quant à lui deux contreforts tout à fait identiques à ceux du chœur. Ces constats démentent la datation de la chapelle des alentours de 1400 par Dominique Vermand : elle a plutôt été reconstruite à cette époque, ce qui explique aussi l'exécution de travaux au milieu de la guerre de Cent Ans. Une arcade la faisait apparemment communiquer avec l'ancien croisillon nord. L'arcade à elle seule ne suffit pas à prouver son existence, mais l'arcade bouchée au nord de la base du clocher semble la confirmer.

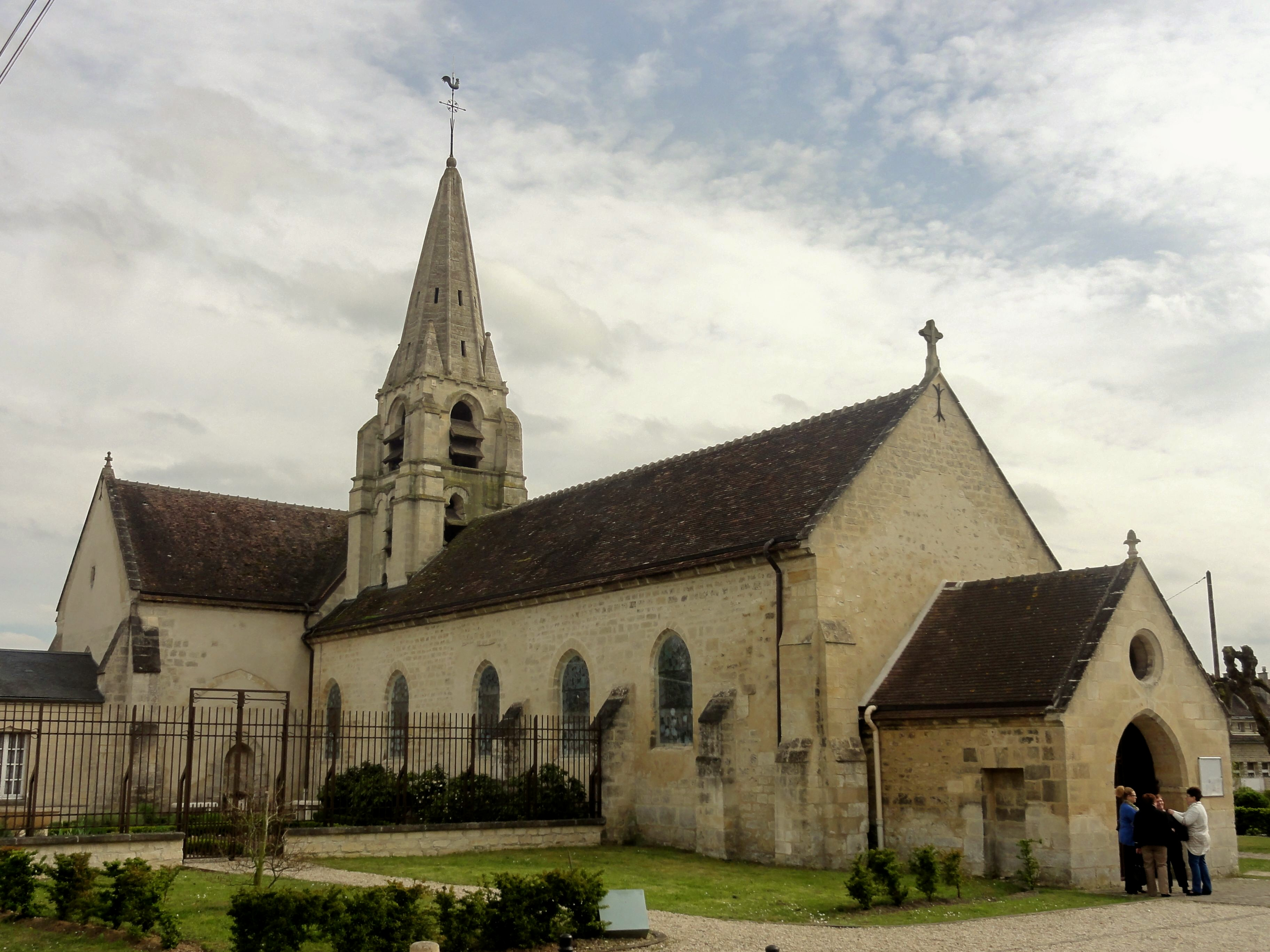
Vue depuis le nord-ouest.
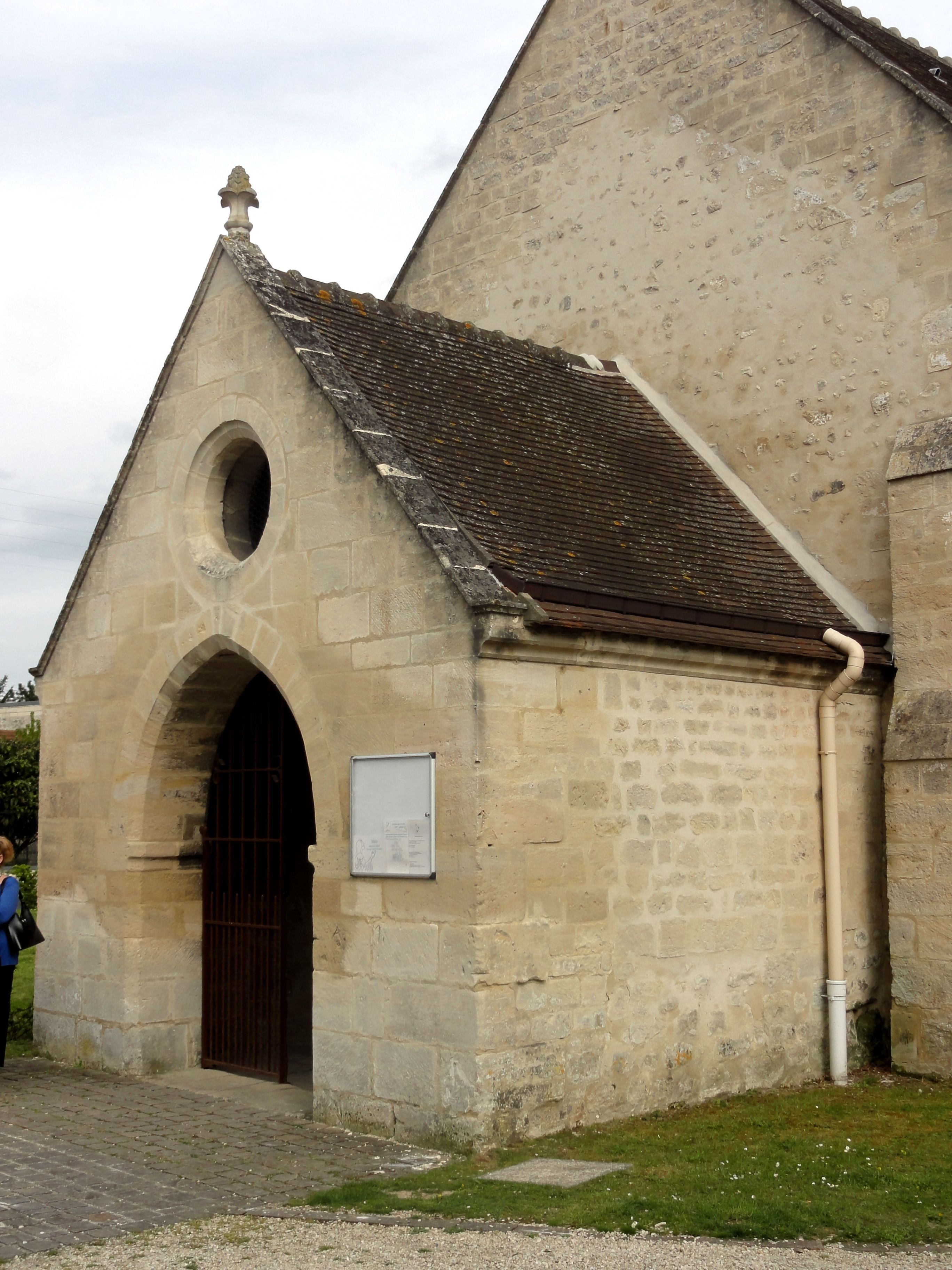
Porche devant la façade.
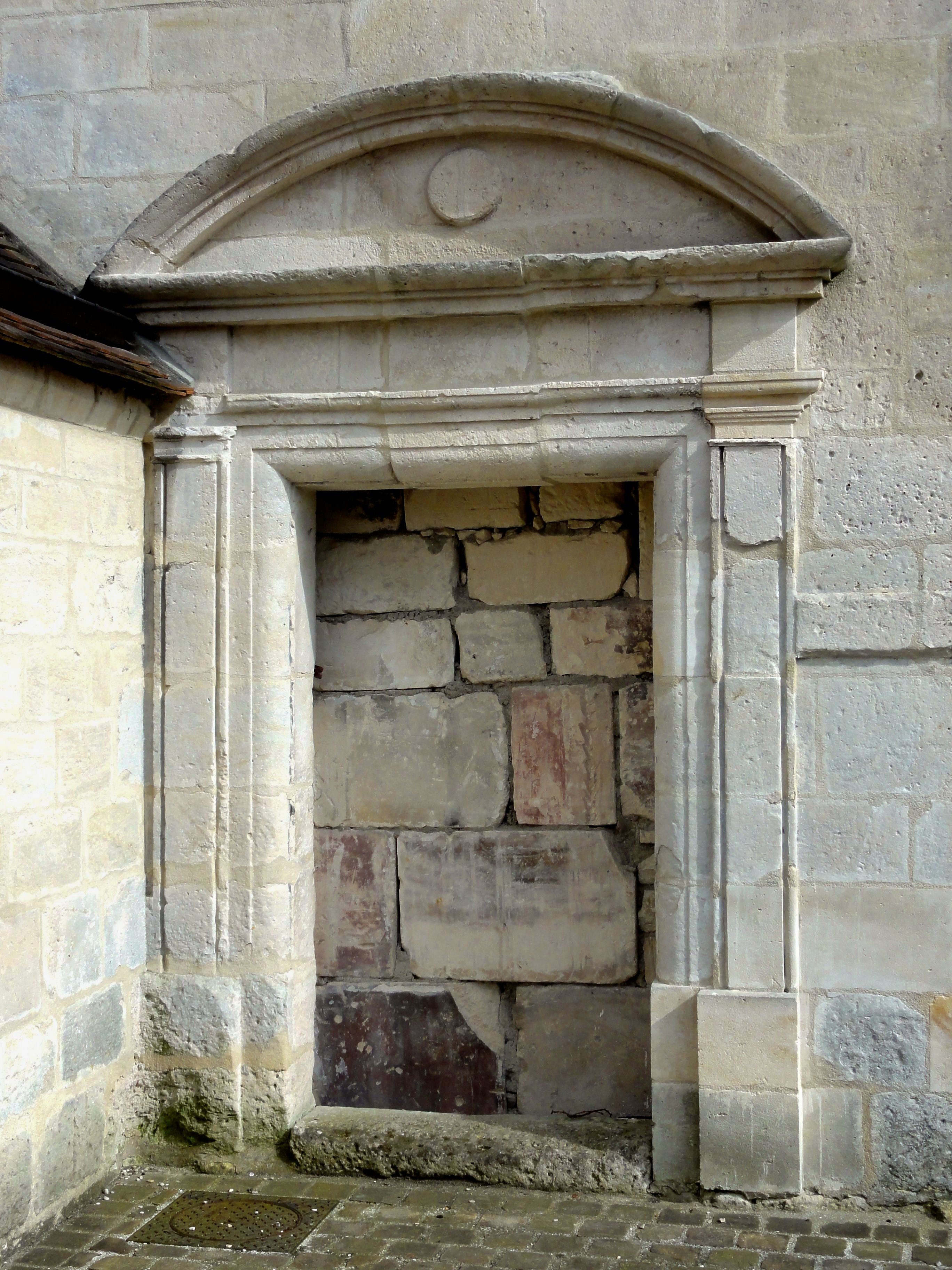
Portail bouché.
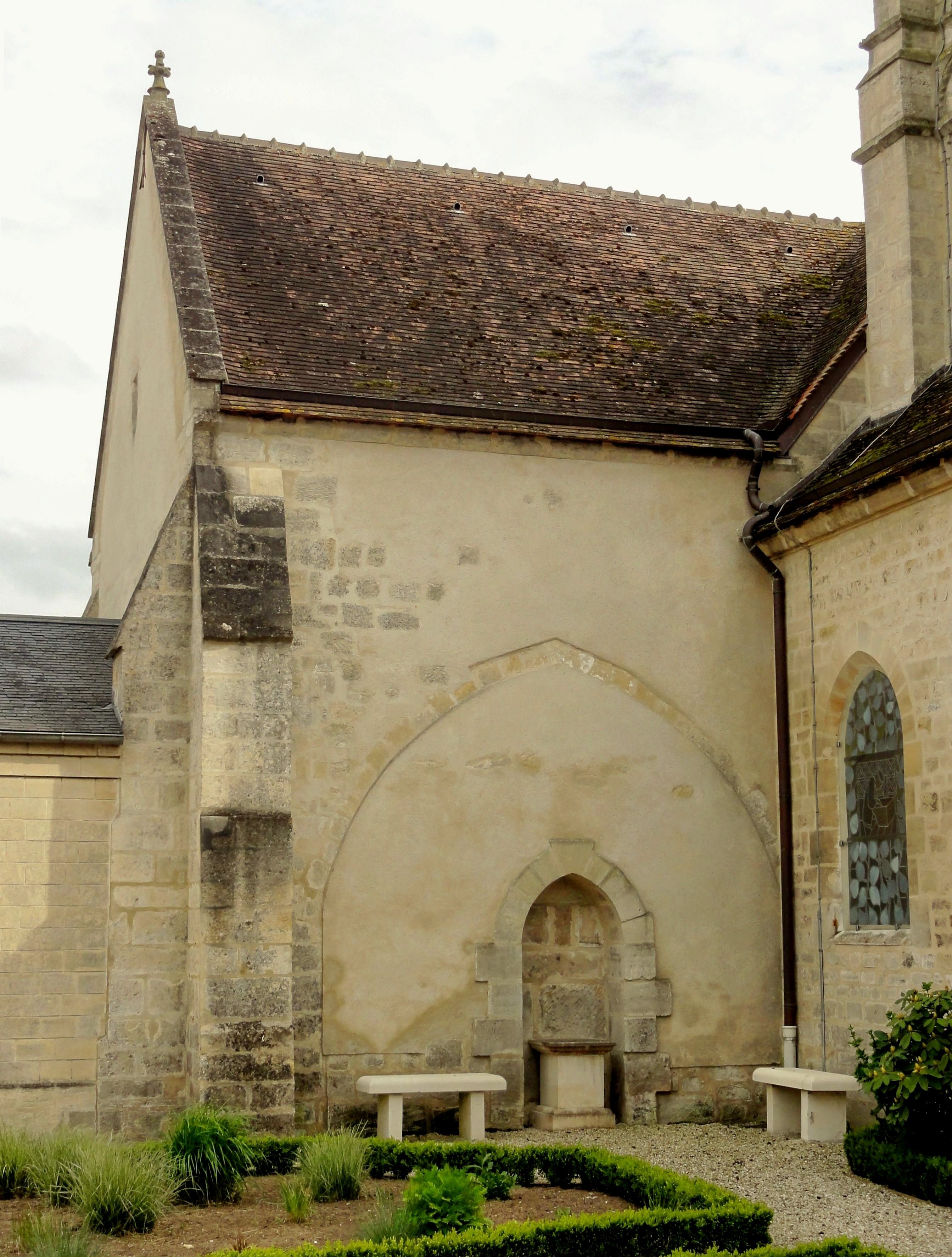
Chapelle nord, côté ouest.
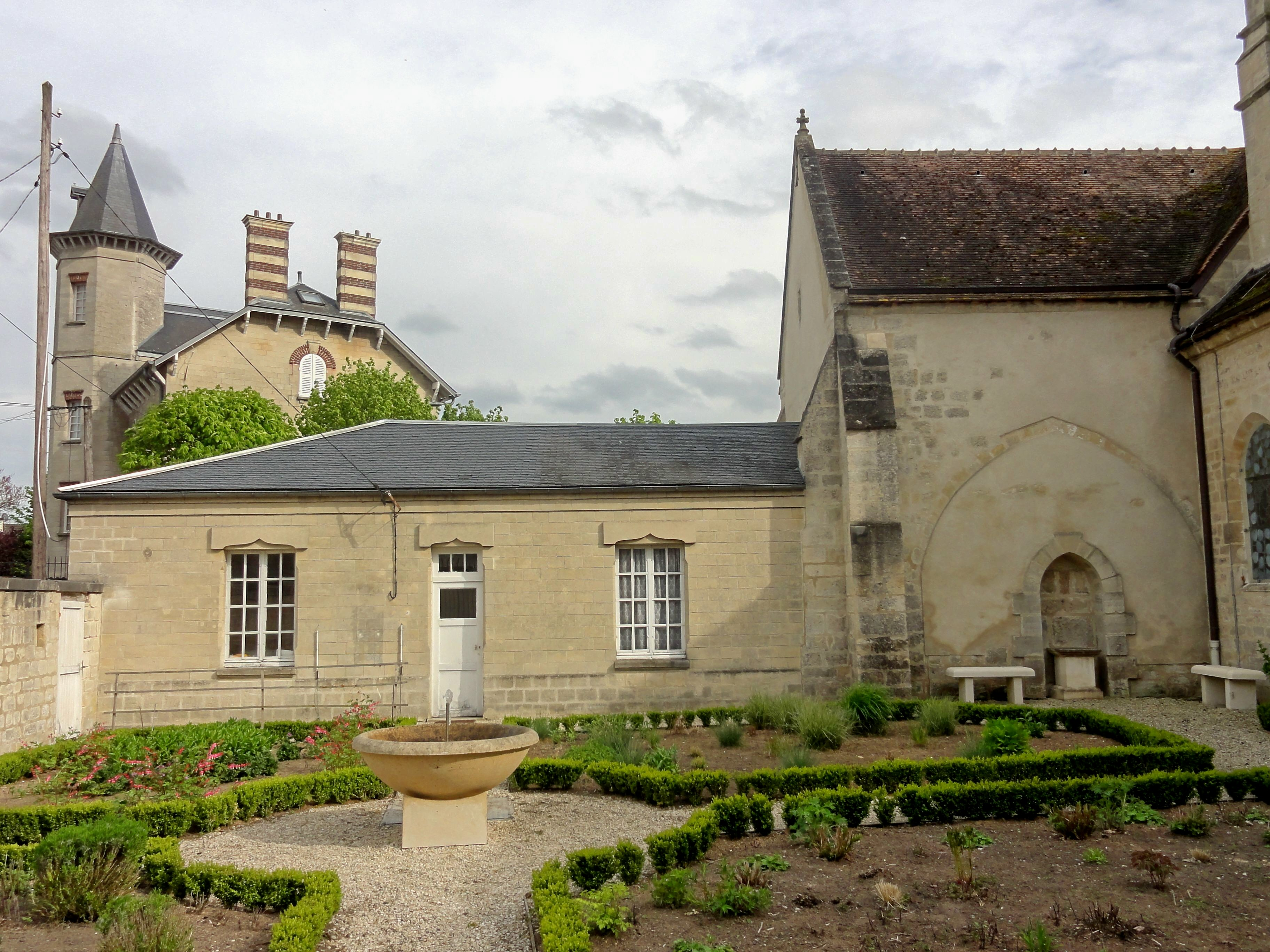
Sacristie et chapelle nord.

## Mobilier

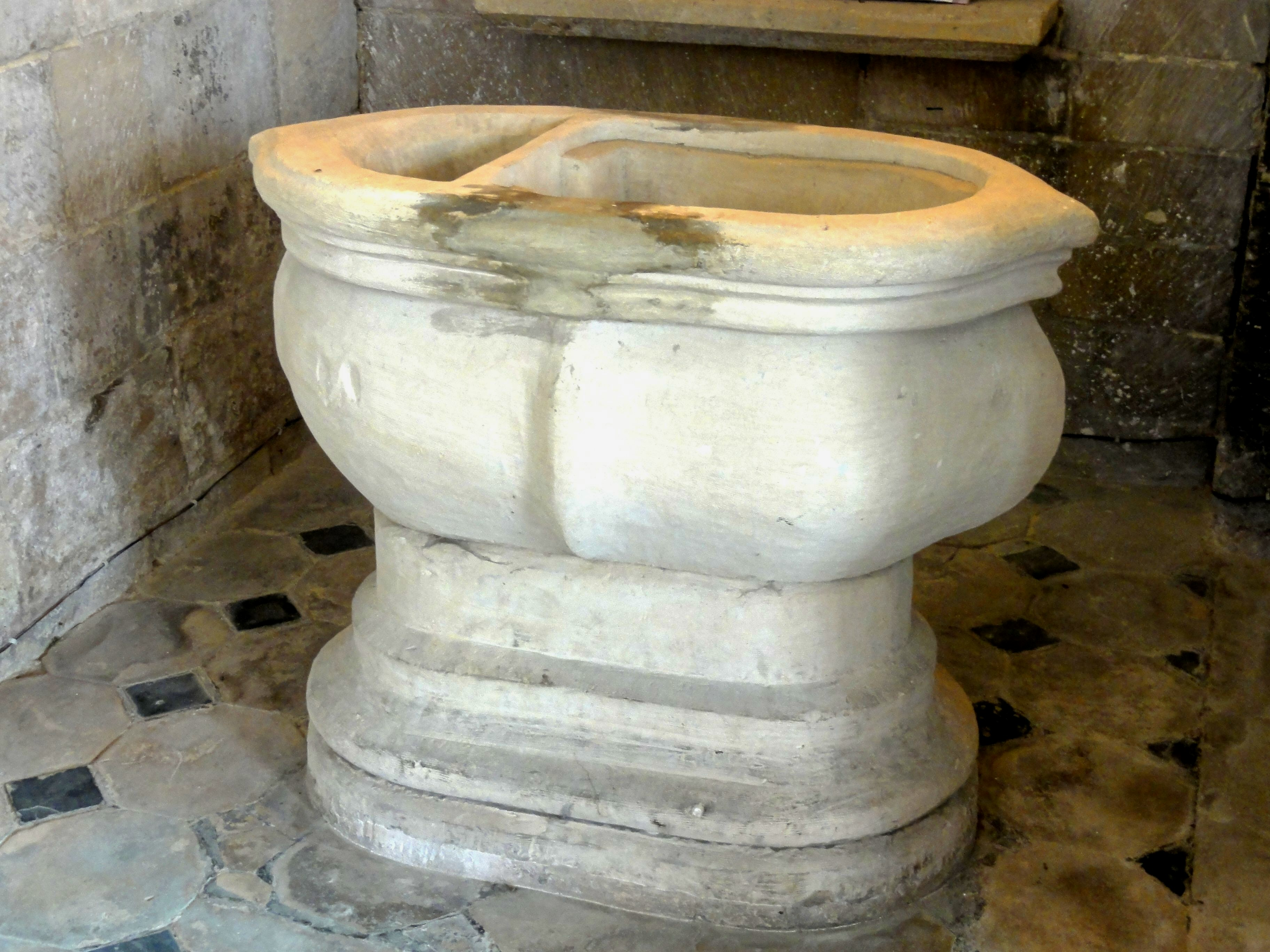
Fonts baptismaux.

L'église Saint-Maximin ne renferme qu'un unique élément de mobilier qui est classé monument historique au titre objet. Il s'agit des fonts baptismaux du XVIe siècle. Ils sont assemblés d'une cuve baptismale à infusion, qui mesure 115 cm de long et 69 cm de large, et d'un socle. L'ensemble mesure 95 cm de haut. Les deux éléments sont taillés dans des blocs de pierre calcaire monolithiques, et affectent un plan ovale. La cuve est couronnée de deux moulures toriques. Elle est renflée à sa face, et présente au milieu de chaque face une arête saillante, qui est plus prononcée sur les faces courtes. Cette forme évoque la proue d'un bateau, et est caractéristique de la période flamboyante, qui affectionne les formes aigües, comme dans les réseaux des fenêtres, ou dans les profils des nervures des voûtes et arcades. Le socle est orné à sa base de plusieurs moulures superposées, puis présente une section verticale. Dans leur ensemble, ces fonts sobres et bien proportionnés évoquent leur homologue de l'église Notre-Dame de Chambly.
La chapelle Sainte-Barbe contient une dalle funéraire a effigie gravée, où la défunte est représentée sous une arcature reposant sur des colonnettes, et décorée d'arabesques et de vases. L'inscription en caractères gothiques est la suivante : « [Cy gist dame] Claude de Villers, dame de haulte fontaine en son vivant femme de messire Philippe de Suze chevalier seigneur de Laversines et Coye l'un des cent gentils hommes de la maison du Roy, lieutenant du gouverneur de l'Isle de France, laquelle trespassa le premier iour de Ianvier l'an mil cinq cens quarante deux ».